# 世田谷一家殺害事件
世田谷一家殺害事件（せたがやいっかさつがいじけん）は、2000年（平成12年）12月30日の深夜に東京都世田谷区上祖師谷三丁目で発生した、一家4人が自宅で殺害された殺人事件。警視庁の正式名称は「上祖師谷三丁目一家4人強盗殺人事件（かみそしがやさんちょうめいっか よにんごうとうさつじんじけん）」である。事件の被害者一家の姓を付けたり「世田谷事件」と呼ばれることもある。
成城警察署に特別捜査本部が設置されている。現在も未解決事件となっており、捜査特別報奨金制度対象事件に指定されている（詳細は「#懸賞金」を参照）。

## 事件の概要
2000年（平成12年）12月30日（土）の23時ごろから翌日の31日（日）の未明にかけて、東京都世田谷区上祖師谷三丁目の会社員宅で、父親（当時44歳）・母親（当時41歳）・長女（当時8歳）・長男（当時6歳）の4人が殺害された。隣に住む母親の実母が31日の午前10時40分すぎに発見し、事件が発覚した。
この事件は20世紀最後の日である大晦日に発覚した殺人事件だったことや、犯人の指紋・血痕など個人を特定可能な生体情報や靴の跡（足跡）のほか、多数の遺留品を残している点、子どもまでもを残忍な手口で殺害する犯行手口、さらに犯人が殺害後に長時間にわたり犯行現場に留まった可能性が指摘され、被害者宅のパソコンを使用したり、冷凍庫に保存されていたアイスクリームなどを飲食したりするなどの犯人の異常な行動、これら多くの事柄が明らかになっていながら、未だに犯人の逮捕に至っていないことでも世間から注目される未解決事件である。年の瀬に発生した殺人事件ということもあり、1年を振り返る区切りとなる年末近くになると警視庁による情報公開が行われ、マスコミが話題に取り上げることが多々ある事件でもある。

## 被害者について・現場の状況

### 被害者夫婦に関する情報
父親は東京大学農学部卒業後、アニメの制作に携わり編集プロダクションを設立している。また、クイズ番組の制作にも出題などで関わっていた。事件当時は英国系のコンサルティング会社（デザイン会社とされる場合もある）で、企業のイメージカラーなどを考案するCIの仕事に同部門のリーダーとして携わっていた。父親は事件前日までその日の行動や出費など事細かに日記を書いていたが、トラブルなどに関する記述は見あたらなかった。
母親は1990年12月よりフランチャイズ方式の塾を隣の姉夫婦の家で開設していた。被害者宅1階にあった塾の書類は上述の通り物色されており、引きちぎられるなどして中2階浴室の浴槽内に放り込まれていた。「被害者宅の1階を塾の教室にしていた」という報道もあるが、1992年に隣家の姉夫婦一家が海外に引っ越して母親の実母が一人で住むようになってからは「隣家（姉夫婦の家）」で教えていたようである。2000年に姉夫婦一家は帰国しており、事件発生時には家族全員が隣家にいた。母親は姉とともに東急目蒲線（当時、2000年8月より東急目黒線）奥沢駅前でも1989年より学習塾を開設していた。1992年に隣家へ移したのはこの塾という情報もある。

### 事件当日の被害者家族の行動
事件当日の30日18時ごろ、小田急線成城学園前駅付近で一家4人が買物をしている姿が目撃されており、18時半ごろには一家の車が被害者宅の車庫（後述のように車庫前の駐車スペースの可能性あり）になかったことを近所の住人が確認している。その後、京王線千歳烏山駅付近に寄り帰宅したとみられている。車庫の前には1台分の小型車を停めるスペースがあり、事件発生直後の報道写真などから一家所有の車は車庫の中ではなく、このスペース部分に置かれていた可能性がある。ただし、日常的に車を車庫に入れていなかったかは不明である。
同19時ごろ、母親が隣に住む実母と被害者宅の電話で会話している。また、長女が母親の実母の家を訪れている。同21時38分ごろ、長女のパソコンでテレビ番組を視聴した形跡が残っている。

### 被害者宅の構造
被害者宅は、外観上において隣家の親族宅と一体的な構造を成しているようにも見えるが、内部的にはしっかりとした壁で隔てられ、両家の家族が建物間を行き来できない構造となっている。いわゆる「完全分離型」の二世帯住居である。被害者宅のフロアは、1階、中2階、2階、屋根裏部屋（ロフト）からなる4層構造である。駐車スペース脇の1階玄関を入るとすぐに書斎がある。1階部分の大半を占める書斎は、父親が仕事部屋兼応接間、子どもの学習部屋として使用していたものであり、現金約6万円が手つかずで残されていた大きな本棚や犯人がインターネットを閲覧した形跡のあるパソコンも置かれていた。中2階へ通じる階段脇には浴槽に散乱していた書類の一部があったとみられる納戸もある。中2階には犯人の入出経路とされる浴室、洗面所、トイレ、長男が殺害されていた子供部屋、バルコニーがある。中2階踊り場から階段を4段上がった場所が2階となっており、同階の手前に台所とダイニング、その奥に犯人によって物色されていた居間がある。そして建物最上部に母親と長女が寝ていた屋根裏部屋（ロフト）がある。屋根裏部屋は、折り畳み式のハシゴを降ろすことにより、中2階の踊り場（洗面所付近）から上ることが可能となる。
一方、3種類の粉末蛍光染料が発見された1階ガレージ（車庫）は、事件発生時にシャッターが閉まっており、犯人が侵入した形跡はなかった。ガレージ前には小型車1台分を停めるスペースがあり、被害者一家が所有する自家用車が置かれていた。
ポストにはセンサーがあり、人が通ると防犯用ライトが点灯する。また、玄関の扉の鍵は美和ロック（MIWA）製の特殊なもので、鍵穴がドア上部とノブに2つあり、1つの鍵で両方とも開けられる仕組みとなっている。ドアチェーンは玄関扉に備わっていた。
2013年12月には、3Dプリンターで作られた被害者宅の模型を警視庁が公開した。この模型は事件の捜査にも活用される。

### 事件発覚時の状況
父親は1階の階段下で外出着姿（片足が裸足）、母親や長女は中2階階段踊り場付近、長男は中2階の子ども部屋でそれぞれジャージなどの寝巻姿で発見されたとされる。
事件の第一発見者である母親の実母は発見時に母親や長女らの遺体に触れていたため、警察の現場検証ではなく実母の証言によるものとなるが、父親の遺体の上には引き出しが乗せられていたといい、さらに母親の遺体は全体が黒っぽい山のように見えたとも証言していることから顔を含む全体に洋服が被せられていた可能性があるという。ただし、前述のように警察が到着した時点では一部動かされてしまっていたため、遺体の顔まで引き出しや洋服により覆われていたというのは確実な情報ではない。このほか、長男は頭の方から布団が被せられており、長女は顔が下向きになっていた。被害者の顔を隠すのは、犯人が顔見知りの場合に多いとされる（時事通信 2010年12月25日配信）。
このほか、現場は「血の海」でなかったと母親の実姉が記している。
さらに事件発覚時、1階の電気はついていたと一部で報じられている。『週刊文春』2001年1月25日号によると、新聞配達員が31日早朝に新聞の朝刊を配達したときには被害者宅の玄関の電気は消えていたが、殺害された母親の実母が現場を訪れたときには電気がついていたという。『読売新聞』2014年12月12日付によると、未明には被害者宅の電気が消灯していたという通行人の証言も出ており、犯人がこの時間帯には現場から逃走していた可能性の一部として報道されている。

## 犯人の行動

### 入出経路

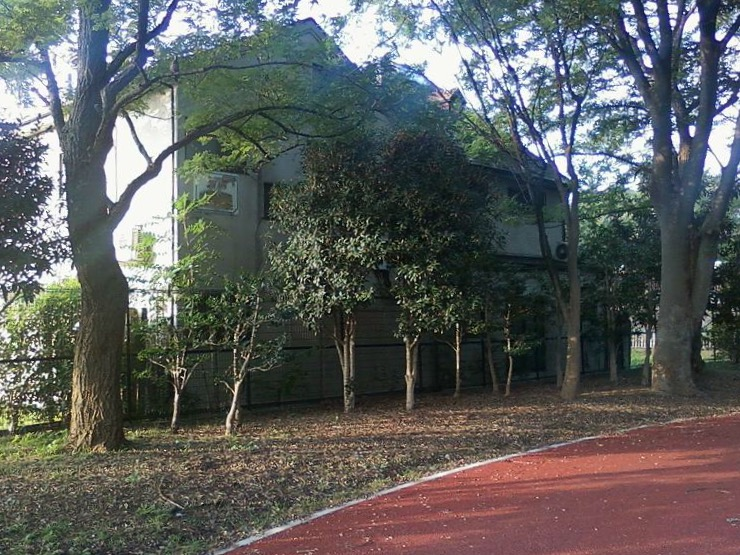
被害者宅の裏側にある公園（2010年10月撮影）

犯人による被害者宅への入出経路は、警視庁成城警察署特捜本部（特捜本部）の見立てでは、被害者宅の北側（公園に面した側）にある中2階浴室の窓とみられている。また、一部の捜査関係者の見立てでは、玄関から侵入した可能性も指摘されている。
浴室窓侵入説
犯人による被害者宅侵入時に中2階浴室の窓（片側開口部＝横約30cm×縦約40cm、地面からの高さ約3.3m）は施錠されていなかった。浴室窓の網戸は外れて地面に落ちていた。また、浴室窓の真下の地面辺りから犯人の靴跡とよく似た大きめの足跡が発見されており、同窓の真下の公園フェンス付近の木の枝も折れていた。特捜本部が検証した結果、細身の若者なら公園のフェンスや給湯器、コンセントボックス、塀を足場にすれば、中2階の浴室窓から無理なく侵入可能なことが明らかになっている。
遺体発見時に玄関の扉の鍵は施錠されており、ドアノブなどから犯人の指紋や血痕なども発見されなかった。
逃走経路としては、玄関が施錠されていたことから犯人は中2階浴室窓から外部へ出たと見られている。
玄関侵入説
一方で、玄関侵入の痕跡については、事件発生の一報を受けて駆けつけた警察や救急隊員によって現場が踏み荒らされてしまい、痕跡が掻き消されたという報道（『週刊文春』2009年1月1日・8日新年特大号など）もある。また、犯人が着ていたと思われる遺留品のジャンパーに浴室の窓枠を通り抜ける際に付くはずの擦った痕がないという報道や、浴室の窓枠から繊維痕や擦れた跡、浴室の床面に足跡が発見されていないという報道もあり、浴室窓侵入説には状況的な矛盾が生じる点もある。さらに、被害者宅に残っていた血のついた足跡が階段の途中から上りの一方向のみだったことから、「玄関から靴を脱いで侵入し犯行に及び、床が血だらけになったため階段の途中で再び履いた」という警察幹部の見解もあり、玄関侵入説を補完するものとなっている。

### 殺害
被害者の胃の内容物などから、殺害の推定時刻は30日23時30分ごろとされている。犯人は中2階子ども部屋の二段ベッドで寝ていた長男を殺害後に、異変に気づき中2階へ上ってきた父親を襲い殺害、最後に屋根裏部屋で寝ていた母親と長女を襲って殺害したとみられている。殺害時かどうかは不明だが、犯人が子ども部屋の二段ベッド付近や1階から中2階間の階段を移動時に壁に背中をつけるなどして、軍隊などで習うような横歩きをしていたことが足跡からわかっている（『産経新聞』2005年12月30日付）。
犯行時刻前後の「ドスン」という大きな物音
隣家の親類は事件発生時刻前後の23時30分ごろに被害者宅から「ドスン」という大きな物音がするのを聞いていた。また「ドスン」という大きな物音は『週刊朝日』（2007年1月5日・12日合併号）によると、犯人が中2階踊り場にあった屋根裏部屋へのハシゴを上げた音とされている。これは実際に実験を行うなど検証によるものである。「ドスン」という大きな音については犯人と対峙した被害者が階段から落ちた音であるとして、これを犯行時刻とする見解もあった。被害者宅の隣に住んでいた母親の実姉（ペンネーム入江杏）は、家族が聞いたこの「ドスン」という音を「カタン」であったと記している。また、この音を「ベニヤ板をひっくり返すような音」とも形容している。実姉は翌午前1時すぎに就寝したが、その他には特に変わった物音は聞こえなかったとも記している。

#### 被害者の状況
「#事件発覚時の状況」も参照。
父親の遺体は1階の階段下、母親と長女は屋根裏部屋下の中2階踊り場付近で発見されている。さらに、屋根裏部屋の布団から母親と長女の血液が発見された。父親、母親、長女は全身負傷していた。長男は手で首を絞められたことによる窒息死とみられており、そのときにできた圧迫痕や鼻からの出血以外に外傷らしきものや犯人の血痕などは見つからなかった。
父親の頭部に柳刃包丁の破片が残っていたという報道もある。母親と長女は顔や首を中心に上から切りつけられていたが、父親は足（太もも）や尻なども切りつけられていた。女性被害者は何度も刺されていたという情報もあり、被害者の性別によって殺され方が異なっていた可能性もある。死後も執拗に何度も刺していることが明らかになっている。
現場に長女の血のついたティッシュペーパーが落ちていたことから、犯人は母親が負傷した長女の手当てをしているのに気がつき再び襲った可能性がある（『朝日新聞』2006年12月31日付）。
長男は二段ベッドの下段にてうつ伏せの状態で、布団が被せられていた。

#### 殺害に使用した凶器
犯人が持ってきた柳刃包丁の刃が最初（父親殺害）の犯行時に数ミリ欠けたが、その後には完全に折れたことから被害者宅にあった文化包丁も凶器として使用されている。血痕から母親と長女は先端の折れた柳刃包丁で傷を負わされた後に文化包丁で殺害されたことが分かっている。

### 殺害後の現場での犯人の行動
パソコンの通信記録から、犯人は侵入の翌朝まで10時間以上にわたり被害者宅に潜んでいた可能性があったが、現在では後述のように1度目のネット接続（午前1時18分ごろ）以降、犯人が夜間のうちに逃走した可能性も出てきている。犯人は被害者宅の電話線と、電源プラグを抜いていたため、電話が通じず不審に思った母親の実母が被害者宅を訪問、呼び鈴を鳴らしても反応がないため合鍵で中に入り事件が発覚した。
2000年正月分の年賀状だけなくなっていたことから犯人が持ち去った可能性があると報じられていたが、2010年になってから、捜査員が聞き込み捜査のために持ち出し、そのまま返却していなかったことが公表されている。

#### 被害者宅の物色と浴槽での作業
2階の居間では、ソファにキャッシュカードなどカード類、その近辺には手帳や銀行の預金通帳、運転免許証など生年月日の分かる書類などが仕分けされていた（『朝日新聞』2005年12月10日付）。また、戸棚や机などのほとんどの引き出しが下から順番に開けられ物色された形跡があり、これは空き巣特有の手口でもある。
中2階の浴室では、浴槽の中に父親の仕事関係の書類や領収書、母親の塾の書類、前述の止血をしたとみられる生理用品、タオル、アイスのカップなどが散乱していた。このことから犯人が家の中を物色して不必要な物を浴槽に捨てたことが考えられる（浴室の中で仕分けしていた可能性もある）。さらに犯人は、1階の納戸から浴槽に散乱していた書類が入っていたとみられる引き出し1段を中2階のトイレ前まで運んでいた。浴槽に散乱していた書類や広告チラシなどはハサミや手で引きちぎられていた。

#### 犯行時に負傷した傷の手当て
犯人は犯行時に右手を負傷している。現場では救急箱が物色されており、犯人の指紋が付着した絆創膏、血痕が付着したタオルなどが2階の台所に散乱していた。絆創膏の1枚は傷口に当てたあとで剥がし、居間にあったノートの裏に貼りつけていた。また、生理用品で止血を試みるなど治療した形跡も残されていた。

#### アイスやお茶などの飲食
犯人は4人を殺害したあとに、被害者宅の冷蔵庫からペットボトルの麦茶やメロン、ハム、アイスクリーム（4個）などを取り出して飲食した形跡が残されていた。
アイスクリームの容器は中2階の浴槽と居間の座布団の上からそれぞれ1個ずつ発見され、1階のパソコン脇にあった2個は食後に重ねられ、紙袋に入っていたという報道もある。2階台所の流し台と炊飯器の上にあったアイスの容器は食べかけで誰が食べたものか特定できなかった。犯人はアイスクリームを食べる際にスプーンなどの道具を使わずにカップを手で握りつぶし、中身を押し出すようにして食べていた。
このほか、台所にはお茶を飲む際に使用し犯人の唾液がついたコップも置かれていた。犯人が被害者宅を物色中にガムを噛んでいたことも分かっている。
一方で、冷蔵庫にあったビールや冷蔵庫横のコーラ10本は手つかずの状態で残されていた。このため、犯人は飲酒をする習慣がない（またはビールを好んで飲まない）人物である可能性もあるが、アルコールによる酔いの影響で逃走に支障を来すことを考慮し、意図的に飲まなかった可能性を指摘する向きもある。

#### トイレの使用
犯人が被害者宅のトイレを使用し、トイレの中で被害者宅にあったバッグを物色した形跡があった。『実話ナックルズ』によると、大便の中からインゲンとゴマが検出されたという。 時事通信（2010年12月24日報道）によると、トイレに残されていた大便の一部から野菜の胡麻和えが検出された。これは、被害者一家の胃の内容物や食事とは異なっている。

#### リビングで仮眠
犯人が2階居間のソファで仮眠した形跡が残されている（時事通信 2010年12月24日付）。

#### パソコンの操作
犯人が1階の書斎にある被害者のパソコンを操作した可能性がある。通信記録を解析した結果、犯行時刻直前とみられる30日22時20分から50分ごろまで触れた形跡（22時38分から45分ごろのパスワードつき電子メールの送受信記録や同50分ごろのパソコンの電源を切った記録など）があり、これは被害者がまだ生存しておりインターネットを閲覧していたものと考えられる。しかし、犯行時刻以降でも31日午前1時18分ごろと午前10時5分ごろの2度にわたりインターネットに接続されていたことが判明した。2度とも接続時間は5分程度と短かった。一方で、マウスから犯人の指紋が検出されたが、キーボードからは検出されていない。パソコンの電源ケーブルは発見時には抜け落ちていた。
犯人がパソコンを操作していたとすると、犯行時刻の23時30分ごろから、母親の実母が一家4人の遺体を発見する数十分前にあたる午前10時すぎまで、犯人は半日近くもの間、被害者宅に潜んでいたことになるとされ、これまで犯人の逃走時刻を推定する有力な証拠となっていた。しかし再現実験を行った結果、マウスが落下するなどの衝撃でインターネットに自動接続する可能性があることや、午前10時5分ごろの2度目のネット接続では被害者の会社のホームページが表示された以外の履歴がないことから、午前1時18分ごろの1度目のネット接続以降、犯人が夜間のうちに逃走した可能性が高まったと2014年12月になって報道されている。
接続先は被害者の会社のサイトだけでなく、大学の研究室や科学技術庁（現・文部科学省）など専門色の強いサイトまで含まれていた。また、犯人は被害者があらかじめインターネットブラウザの"お気に入り"に登録していた劇団四季の舞台チケットを予約しようとして失敗した可能性がある。午前1時18分ごろからパソコンを5分18秒起動した1度目の接続では空のフォルダを作成して劇団四季のサイトにアクセスしており、午前10時5分ごろからパソコンを4分16秒起動2度目の接続では被害者の会社のサイトなどにアクセスし、最後に強制終了していた。
当初はこれらの通信記録が犯人によるものではなく、インターネットのサイト情報を自動的に拾ってくる「巡回ソフト」によるものという見方もあったが、同端末に組み込まれたソフトでは機能上アクセスできるのは各サイトのトップページのみであり、実際にはサイト内のコンテンツも閲覧された履歴が認められ、再現実験の結果、プラグも人為的に引き抜かれた可能性が大きいとされた。

### 現場からの逃走

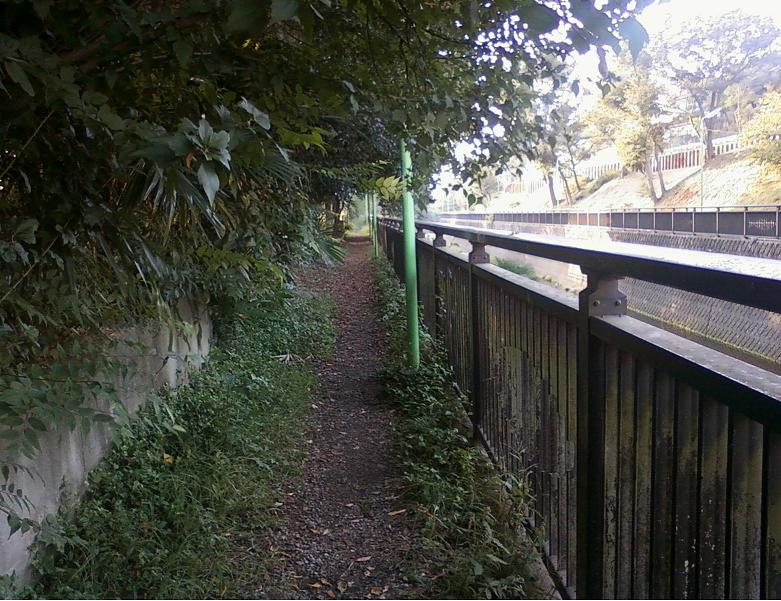
被害者宅のすぐ脇は、仙川の側道が続く（2010年10月撮影）

パソコンの通信記録より犯人が被害者宅から逃走したのは31日午前10時すぎから、事件が発覚し警察に通報があった午前10時56分ごろの間とみられていた。しかしその後の再検証の結果、犯人が確実にパソコンを操作したとみられる午前1時18分ごろより後の夜間に逃走した疑いもあるとして捜査が行われている。また、31日未明には被害者宅の電気が消灯していたという通行人の証言も出ている。逃走後の移動手段、経路については現在のところ不明である。

#### 近辺の交通状況
被害者宅から比較的近い鉄道の駅として、小田急小田原線成城学園前駅、祖師ヶ谷大蔵駅、京王線仙川駅、千歳烏山駅がある。最寄のバス停は「駒澤大学グランド前」（小田急バス）。行き先は「成城学園前駅西口」「千歳烏山駅南口」「千歳船橋駅」「粕谷一丁目」などがある。
被害者宅の脇には仙川が流れており、川に沿って側道も続いている。側道を北上するとすぐに都道118号にぶつかるが、道路を渡ってさらに側道を進んでいくと仙川駅付近に到達する。また、側道を南下すると祖師谷公園にぶつかるが、公園内を通ってさらに側道を進んでいくと成城学園の学校関連施設などの横を通って成城学園前駅付近に到達する。
東武日光駅の目撃情報
事件発覚から6時間以上経過して、（浅草駅発）東武日光駅17時26分着の快速電車に乗っていた右手に骨が見えるほどの深い怪我を負った30歳ぐらいの男が、駅の事務室で治療を受けている。身長は約175センチメートル、黒いダウンジャケットを着ていて下はジーンズだった。また、怪我の原因、男の氏名などは不明である。当初は犯人が夜のうちに逃走したと思われていたことや、負傷した犯人が電車に乗る可能性は低いと思われたことなどから捜査は後回しにされ、栃木県日光市に捜査員を派遣したのが2001年10月とだいぶ出遅れてしまうこととなった。『週刊朝日』（2007年1月5日・12日合併号）や先の『読売新聞』2020年12月12日付の記事によると、この男の行方や正体は現在も分からないままである。
上記の被害者宅近辺の駅から東武日光駅へは、新宿駅や代々木上原駅を経由して北千住駅から東武伊勢崎線の快速電車に乗車する、あるいは新宿駅を経由して栗橋駅から東武日光線に乗り板倉東洋大前駅や新栃木駅などで快速電車に乗り換えて向かうことが可能（2000年当時）である。

#### その他
犯人の私物と思われる現場の遺留品が購入できた場所として、京王線沿線や荻窪駅周辺、小田急小田原線本厚木駅周辺などが挙げられており、これらの地域が事件当時の犯人の生活圏だった可能性がある。

## 現場の遺留品・消失物

### 現場に残された遺留品
現場には犯人のものと思われる遺留品が多数残されていた。以下に現在判明している遺留品の情報を記す。犯人の服装や遺留品についての詳細は「警視庁特捜本部のサイト」および「事件の詳細についての資料 (PDF) 」も参照のこと。
- これらの遺留品が置かれていたのは被害者宅の2階部分である。現場に残されていた犯人の衣類（トレーナー）は畳まれていた。
- 被害者宅の最寄り駅も通っている京王線沿線や杉並区のJR荻窪駅前などでは、トレーナーや柳刃包丁、ヒップバッグ、ハンカチに付着していた香水が購入でき（読売新聞 2001年2月9日付）、小田急線本厚木駅付近の衣料品店や金物店では柳刃包丁やヒップバッグ、帽子、ハンカチ、手袋などマフラー以外の物が扱われており、トレーナーも神奈川県厚木市内の店舗で3着が販売されていたことが判明した。また、同線の相模大野駅周辺ではトレーナーとマフラー以外の物が購入可能であったことが確認された。被害者宅から約1.8キロである小田急線成城学園前駅から本厚木駅までは直通電車で約35分ほどである（時事通信 2010年12月24日付）。
- スーパーマーケットなどで購入できる大量生産品が多く、このことも捜査が難航する要因のひとつとなっている。

#### 柳刃包丁
刃渡り21センチ、全長約34センチ。一般的に刺身包丁に使われる。犯人が残していった柳刃包丁「関孫六 銀寿」は、岐阜県のメーカーが2000年6月に1,500本製造していたものだった。型から作られた大量生産品で、全国の量販店やディスカウントストアなどで販売されていた。
現場付近では、世田谷区・杉並区内で事件前月の11月中に13本販売、被害者宅から数キロ圏内にある小田急線経堂駅近くのスーパーで事件前日の29日に2本販売、東急田園都市線用賀駅近くのスーパーでも事件前日と当日の30日に1本ずつ販売されていた。また、事件前日に武蔵野市吉祥寺のスーパーでも販売されており、このとき購入した「身長170センチ前後、年齢30代、黒っぽいジャンパーの男」の似顔絵イラスト（防犯カメラの画像をイラスト化）が2004年に警視庁より公開されていた（詳細は後述の「#警視庁の情報公開（2004年）」を参照）が、2021年になって最新の画像解析技術により特定され、犯人のDNA型と一致しなかったことが明らかとなった（詳細は後述の「#警視庁の情報公開（2021年）」を参照）。
柳刃包丁は最初の凶器として使用されたが犯行時に刃が欠けたため、被害者宅にあった文化包丁も2つ目の凶器として使用されている（「#殺害」も参照）。

#### トレーナー（ラグランシャツ）
返り血が大量に付着していたが、2階の居間から畳まれている状態で発見された。一方で、初期には「裏返しに丸められて放置されていた」という報道もある。
綿製で、サイズはL（身長175センチから185センチ用）。2000年8月製造、9月から11月まで販売（販売状況については後述）。デザインは、胴の部分がグレーで両腕および丸首の部分が紫色。同年TBSテレビで放送されたドラマ『ビューティフルライフ』で主演の木村拓哉が着ていたタイプとされ、当時、若者の間で流行していたラグランシャツと呼ばれるものである。
何度も洗濯した形跡があり、色あせてクリーム色になっていた。
蛍光剤などの付着
赤色系の蛍光剤（粉末蛍光染料、詳細は後述）が胸付近に微量付着していた。ただし、ヒップバッグや被害者宅の車庫からは3種類の染料が検出されたが、トレーナーは2種類のみである。またトレーナーの染料には溶けた形跡がなく、付着してからは洗濯が行われていないものとみられることから、染料は事件直前に付着した可能性がある。蛍光剤のほか、染料の色むらをなくしたり、演劇の舞台装置作りなどの用途で発泡スチロールを加工したりする際に使われるシリコーンオイルという化合物の成分が検出された（NHKニュース 2010年12月12日付）。
ヒップバッグの染料については2018年5月に新たな見解が示されている（詳細は後述の「#ヒップバッグ」を参照）。
現場近郊における販売状況と情報提供の呼びかけ
このトレーナーと同タイプで同サイズのものは全国で130着、都内では4店舗で計10着しか売られていなかったことも判明した。都内の10着のうち1着の所在が判明したが、特別捜査本部は購入者が判明していない残り9着のトレーナーの行方について情報提供を呼びかけている。
都内で売っていた4店舗があるのは、京王線聖蹟桜ヶ丘駅、京王八王子駅、JR荻窪駅、京成線青砥駅である。また、同タイプのトレーナーは都内近県では神奈川県のほかに、埼玉県、千葉県、山梨県などでも販売されていた。神奈川県厚木市内の店舗では3着が販売されていた。
同タイプのトレーナー（LサイズおよびMサイズ含む）が販売されていたのは14都道府県で41店舗となっており、全130着の販売店舗が2011年12月までに判明している。このうち52着が静岡県、22着が長野県での販売となっている。また、130着のうち同時期までに購入者が判明しているのは12着に留まる（詳細は後述の「#警視庁の情報公開（2011年）」を参照）。

#### ジャンパー（ダウンジャケット）
ユニクロ製「エアテックジャンパー」で、黒色、Lサイズのもの。事件直前の2000年10月販売後、すぐに完売した。販売数は8万2,000着（都内1万194着）。通販、ネット販売もあり。袖口からは犯人の血液型と同じA型の汗が検出された。
ポケットの中の砂・遺留物
ポケットからは三浦半島（神奈川県）の海岸の砂のほか、ヒメザクロ（観賞用植物）またはケヤキの花粉、ケヤキとヤナギ（シダレヤナギ以外）の枯葉、飼育用の飼料を食べていたとみられる、スズメより小さい鳥の糞も検出された（『毎日新聞』『朝日新聞』『産経新聞』2009年12月14日付）。
砂は馬堀海岸、北下浦海岸、三浦海岸のいずれかのものと推定される。葉片は当初ヒメザクロと思われていたが、DNA鑑定の結果、現在はケヤキとヤナギ（シダレヤナギ以外）となっている。「バッコヤナギ」など数種類にまで限定して絞られたヤナギは、街路樹に多い「シダレヤナギ」とは違い主に水辺に生えている特徴がある。被害者一家が事件の2年前に三浦半島の海岸のホテルで宿泊していたという情報もある。

#### スニーカー（テニスシューズ）
遺留品ではないが、現場に残されていた足跡から判明。英国ブランド「Slazenger」（スラセンジャー）で、韓国のメーカーが1998年10月から2000年11月にかけて4,530足製造販売していた。白地に灰色のラインのものと紺色のラインのものがあり、ローカット、ハイカットなども含めると全部で5タイプある。統一日報（2007年1月17日付）によると、靴の出所は中国吉林省延辺朝鮮族自治州である可能性があるという。
捜査本部は2018年8月、このスニーカーの3D画像を捜査本部のサイトで公開している（同サイト内の「犯人が履いていた靴の特徴は?」を参照）。
犯人の靴のサイズと日本国内での流通
犯人が履いていた靴のサイズは、現場に残されていた足跡から「28センチ（280）」（韓国サイズ）、あるいは靴枠が共通の「27.5センチ」（日本サイズ）である。また、靴の外枠が韓国サイズの「28センチ」と同じである「27.5センチ」のものは国内での販売も確認されたという一部報道もあったが、捜査本部が2018年8月に公開した情報によると、韓国で「KOR280」と表記されている日本サイズ27.5センチについても日本国内の正規ルートでの販売は確認されていないという。
捜査本部では犯人が韓国で購入したか並行輸入や個人輸入などで入手した可能性にまで視野を広げ、情報提供を呼びかけている。
詳細については後述の「#警視庁の情報公開（2018年）」および警視庁特捜本部サイト内の「犯人が履いていた靴の特徴は?」も参照のこと。

#### 帽子
「クラッシャーハット」と呼ばれるもので、帽子本体が濡れても頭が濡れないため、雨具としても使われることがある。また、「ブーニーハット」とも呼ばれる。フリーサイズ、灰色でアクリル100%の毛糸織り、黒色のラインが入っている。全国のジーンズショップで販売され、1998年7月から2000年11月までの間で3,465個販売。シールのタグから1999年9月以降に販売されたもの。都内で遺留品のトレーナーが販売されていた4店舗でも販売。

#### マフラー
緑色地で、赤と橙色、濃い緑の格子模様が入っている。アクリル製。小さいタイプのマフラーで、長さ約130センチ（縦30センチ）。製造元や販売時期・エリアなどは不明（ゲームセンターの景品や100円ショップでも売られていた可能性のあるもの）。毛玉や繊維のほつれ具合などから、犯人が長期間使用していた可能性がある。
マフラーのサイズと犯人像（2018年5月情報公開）
長さ約130センチのマフラーは身長が同程度の子どもがよく使用し10代半ばの平均的な首回りにもフィットする（成人した大人が使用する場合には小さい）ことから、犯人が少年期から青年期にかけて使用していた可能性も考えられ、ヒップバッグの使用状況と合わせて学生が使用していた可能性を示唆するものとなっている。
詳細については後述の「#警視庁の情報公開（2018年）」および警視庁特捜本部サイト内の「ヒップバッグとマフラーの特徴は?」/「マフラーはどこで製造、販売されたのか?」も参照のこと。

#### 黒い防寒手袋
「ボアつきグローブ」として販売。黒革で26センチ、中はボアつきで外側は豚革を使用。製造数は1998年から2000年にかけて計1万755組。犯行時に使用された形跡がなかった。

#### 黒いハンカチ
中2階の踊り場付近と台所で発見された。黒で無地のハンカチ2枚は45センチ四方で無印良品で販売されていたもの。製造数は1995年からの約6年間で計6万6,500枚（1998年以降は5万9,000枚）。ハンカチにはアイロンや洗濯の形跡も残されていた。
ハンカチの特殊な用途
うち1枚については中心部に約3センチの切れ目を開け、ハンカチの一部を押し込んで袋状にするという特殊な方法で包丁の柄を包んでいた形跡（詳細は「警視庁特捜本部のサイト」を参照）があり、犯行時に包丁を固定する際の滑り止めや返り血を避ける目的で使用したとみられている。もう1枚は三角形に折られ両端に絞り込みがあったことなどからマスクやバンダナとして使用したとみられる（朝日新聞・読売新聞 2006年12月15日付）。なお、バンダナは長さ63センチで顔に巻いており、比較的顔が小さい人物とされる。
そのほか、2枚のハンカチには二十数箇所に穴が開いていたことから、柳刃包丁を包んでいたことなども考えられていた。結び目と犯人の血液が付着していたことなどから、止血に使用した可能性も指摘されていた。
「黒いハンカチ」が残されていたことについては、犯人にとって宗教的・儀式的な意味合いがあるものではという見方もあった。
包丁の柄を包んでいたとみられるハンカチについて、2018年には中国の水産加工場で魚をさばく際に、包丁の滑り止めとして似た方法でハンカチを巻いていたとの情報提供があったことが警視庁特捜本部のサイトで公開されているほか、2019年にはフィリピン北部の一部地域における儀式・狩りの際や軍人、ギャングなどが刃物を包む方法に似ていることが警視庁の情報公開により明らかとなった（詳細については後述の「#警視庁の情報公開（2019年）」および警視庁特捜本部サイト内の「犯人はハンカチをどのように使用したのか?」も参照のこと）。

#### 香水
全国の量販店などで販売。1982年ごろから日本国内でも販売。事件当時、荻窪駅の雑貨店でも購入することができた。
ハンカチやヒップバッグに付着していた香水はGuy Laroche（ギ・ラロッシュ、フランス）の「DRAKKAR NOIR」（ドラッカーノアール）とみられている。これはスケートボーダー（スケートボードをする人）の間ではファンも多い、1980年代に活躍したアメリカのプロスケートボーダーが愛用していたものだった（夕刊フジ 2006年8月2日付）。また、香水の種類については「DRAKKAR NOIR」ではなく、20年から30年ほど前に流通していた「DRAKKAR」の可能性もある。

#### ヒップバッグ
深緑色でふたがついており、ベルトの長さは83センチに調節（胴回りは70〜75センチのやせ型と推定）。大阪府の業者が2,850個製造し、1995年9月から1999年1月にかけて35都道府県で販売された（関東地区のディスカウントストアなどでも販売）。使い古されており、犯人が長期間使用していた可能性がある。
バッグの外側と内側には2枚のハンカチと同じく、刃物による二十数か所の傷があった。
また、バッグの表面からは日本ではほとんど流通していない、硬水によく溶ける特殊な洗剤とみられる成分も検出された。このことから、犯人または周囲に「日本国外の渡航歴がある人物」の存在が論じられている（『読売新聞』2005年11月21日付）。
さらに、洗剤が検出された部分と同じ場所やバッグの内側から蛍光物質（染料）も検出されている（詳細は後述の「#赤色系の蛍光剤」を参照）。しかし、検出された物質についてはその後の検証の結果、捜査本部では「蛍光ペンなどを入れていた跡」という見解に至っており、学生時代によく使用される文房具でもあることから、前述の販売時期（1995年〜1999年ごろ）に犯人が学生であった可能性も視野に入れて捜査している（2018年5月情報公開、詳細については後述の「#警視庁の情報公開（2018年）」および警視庁特捜本部サイト内の「ヒップバッグとマフラーの特徴は?」も参照のこと）。
赤色系の蛍光剤
トレーナーやヒップバッグの内側に赤色系の蛍光剤（染料）が付着していた。この染料は発見時にシャッターが閉まっており、事件現場に残された犯人の足跡などの形跡が発見されていない被害者宅1階車庫付近からも検出されている。
犯人が触れた形跡のない被害者宅の棚の中から染料が検出されているという一部報道もあるが、車庫内の棚と別物かは不明。車庫の染料は暗闇の中でブラックライトを当てることによって光り、発見された。事件前に犯人や犯人と関係ある人物が現場を訪れた可能性、被害者と犯人に交流があった可能性も視野に入れて捜査している。
被害者（父親）は、大学時代には劇団サークルに参加しており、事件当時はCI関係の会社に勤務していた。大道具や取引先の企業へのプレゼンテーションなどで蛍光剤を使用していた可能性があるとみられていたが、のちの捜査で被害者自身は仕事などで使用した形跡がないことも判明した。
蛍光剤の詳細（2009年12月情報公開）
蛍光剤の原料は粉末で日本では製造されておらず、国内では化学薬品会社2社が中国やインドから輸入後、複数のメーカーが印刷用インキや道路標識用ペンキ、看板の蛍光塗料などに加工して使用されている。
蛍光剤は3種類の粉末蛍光染料で、「ローダミン」「バソニール」という商品名で流通、粉末状では赤茶色（緑色という報道もあり）で水に溶かすと赤やピンク系になり、ブラックライトで蛍光発色する。おもに紙や布、木綿などの繊維の染色のほかに、プラスチック製品、漫画本、包装、広告、顔料やインクの製造、蛍光ペン、油絵の具材、レーザーの研究、工事現場などでも使用される。3種類共に使用するのは一般的でないため、染料・塗料を扱う専門業者や工場、製紙メーカー、研究施設、舞台関連の制作業者、デザイナーなどの可能性が高い。
染料は犯人の遺留品であるトレーナーから2種類、同じく遺留品であるヒップバッグの内側や犯人が犯行時に侵入した形跡のない車庫の奥の横倒しになった棚の引き出し（物置スペースと思われる、引き出しは縦の状態）の底から3種類発見されている。また、車庫の引き出しの染料は底に付着している程度で、事件以前に被害者と犯人が車庫の暗闇の中で蛍光染料を確認しあった際の痕跡の可能性がある。
詳細については後述の「#警視庁の情報公開（2009年）」も参照のこと。
その後の鑑定結果（2018年5月情報公開）
ヒップバッグに付着していた塗料について、捜査本部では「蛍光ペンなどを入れていた跡であった」と2018年5月までに断定。前述の通り、蛍光ペンは学生時代によく使用される文房具でもあることから、ヒップバッグの販売時期（1995年〜1999年ごろ）に犯人が学生であった可能性も視野に入れて捜査している。
詳細については後述の「#警視庁の情報公開（2018年）」および警視庁特捜本部サイト内の「ヒップバッグとマフラーの特徴は?」も参照のこと。
バッグの中の砂
バッグの中から検出された砂は石英などを含んでおり、アメリカ合衆国西部ネバダ州のラスベガス付近にある砂漠の砂と思われていたが、カリフォルニア州の砂の可能性が高いことが分かった（夕刊フジ 2006年8月2日付）。
このカリフォルニア州のものと思われる砂は、約3万5,000km2に及ぶモハーヴェ砂漠南西部にあるエドワーズ空軍基地付近のものであることも判明した。同基地東部の砂は特徴的なものであり、バッグ内の砂と酷似しているという（『東京新聞』2009年12月14日付）。また、ジャンパーのポケットから検出された三浦半島の砂は、バッグの中からも検出されている。
カリフォルニアはスケートボード発祥の地で、三浦半島の「うみかぜ公園」にはスケートボーダーが集まる場所があり、大会も頻繁に行われている。このことから、いずれもスケートボードと縁の深い場所の砂であることが明らかになった（『夕刊フジ』同記事）。

#### バッグの中の遺留物
バッグの中にはそのほかにも、印刷機のロールに装着するインク汚れ防止用フィルムや道路標識の反射材などに使われる微小なガラス球（ビーズ）、金属シリコン、ニッケル、銅、約1億4000万年前のものと思われるモナザイト（花崗岩に含まれる鉱物）などの細かい粒が大量に見つかっており、その中には日本に流通していない成分や一般の人には入手しにくいものまで含まれていた。
遺留物の詳細とスケートボーダーへの結びつき
ガラス球はチタン、バリウム、シリカなどで形成され、白いパウダー状、直径約50マイクロメートルのものが5、6粒入っていた。このガラス球はアメリカのミズーリ州のガラス加工メーカーが製造し、国内では京都府のメーカーが製造する印刷機の特殊フィルムに使用されていた。なお、これらは成分分析により明らかになったもので、「発見当初はセラミックス原料のチタン酸バリウムと思われていた」と解説している報道（朝日新聞 同記事）もある。その一方で、後年でも「チタン酸バリウム（の粉）が含まれていた」という報道（『産経新聞』『夕刊フジ』2006年8月2日付）が存在する。
捜査の結果、これらの数種類の物質はスケートボードの滑り止めに使われるグリップテープを削ったものである可能性があることが分かった。この作業は通常はスケートボード購入時に店員が行うが、慣れているベテランだと自分でグリップテープをボードの形にカットし、ドライバーなどで削るようである。
モナザイトについても、ロッキー山脈の花崗岩にも含まれていることが分かり、砂と同様にカリフォルニア州に由来する可能性があるという。
これらのことからスケートボーダーが何らかの形で事件に関わっている可能性も浮かぶ。捜査本部では、スケートボードを扱う業者やバッグがスケートボーダーから別の人物に渡った可能性にまで視野を広げ、現在捜査している。カリフォルニア州への渡航歴についても重点的に捜査している（『産経新聞』『夕刊フジ』同記事）。

### 現場からの消失物
犯人が持ち去ったものとみられていた2000年正月の年賀状は、捜査員によって聞き込み捜査のため持ち出されていたことが判明している（『産経新聞』2010年12月19日付）。

#### デサント製のトレーナー
被害者宅にあった父親のトレーナーがなくなっており、犯人によって持ち出された可能性がある。魚柄で前面に「DIVE」という文字が入っており、背面にはAからZのアルファベット26文字がプリントされている。1991年から1996年ごろまで販売されていた。

#### 現金約20万円
被害者が経営していた学習塾（公文式）の授業料である現金約20万円（約15万円という報道もあり）がなくなっており、現金が抜き取られたとみられる財布もあったが（『朝日新聞』2005年12月10日付）、銀行の預金通帳やキャッシュカード、貴金属類などは持ち出されていなかった。ただし、上記の通りカード類や書類などを仕分けし物色した形跡は残されていた。このほか、1階書斎の本棚に置かれていた現金約6万円が入った封筒には手がつけられていなかった（『読売新聞 』同日付）。

### 事件後に置かれた地蔵
事件からちょうど100日目の2001年4月9日、東南アジア産出の花崗岩で作られた地蔵が被害者宅から仙川を隔てた遊歩道脇に置かれていた。地蔵の底と台座上部に「六」の文字のようなものが彫られていた。指紋は採取されなかった。特別捜査本部ではこの地蔵の製造・輸入・販売などに関する情報提供を呼びかけている。

## 犯人の特徴
以下に犯人の特徴を列記する。詳細については、警視庁特捜本部のサイトおよび「事件の詳細についての資料 (PDF) 」も参照のこと。
A型で右利きの男性
犯人は犯行時に手を負傷しており、そのときに現場に残された血液から血液型はA型ということが判明している（殺害された一家にA型の人間はいないため）。同じく血液から犯人の性別が男性であることも判明している。また、被害者の傷跡などから犯人は右利きの可能性が高いことが判明している。
体型・想定年齢
服装などから犯人は身長170cm前後の可能性がある。また、以下の理由から、2018年5月に警視庁は犯人像を「事件当時15歳から20代の細身の男性」に絞ったことを明らかにした。
- 犯人が中2階浴室の窓から侵入する際、祖師谷公園の高さ2メートルのフェンスをよじ登り、高さ3.3メートルの中2階浴室窓まで上っているなどの運動能力や体力による理由
- 犯人が長期間使用していた形跡のあるヒップバッグの販売期間（1995年9月〜1999年1月）と、その内容物（学生時代によく使用される蛍光ペンなどの痕跡）
- ベルトの長さ（長さ83cmで胴回りは70〜75cmと推定）
- マフラーのサイズ（長さ約130cmで10代半ばの平均的な首回りにフィット）
上記の遺留品については後述の「#マフラー」および「#ヒップバッグ」も参照。警視庁より2018年5月に公開された情報の詳細については警視庁特捜本部サイト内の「ヒップバッグとマフラーの特徴は?」を参照のこと。

一方、2025年7月の報道によると、警視庁による専門の研究機関での犯人のDNA解析により、犯行時の推定年齢がこれまでの推定より年上の「30代」という結果が出ているという。同報道で、このDNA解析は加齢とともに遺伝子の一部に炭素と水素で構成される物質が付加する「メチル化」と呼ばれる現象を調べるものであるとしている。
日本人には少ないDNA型
現場に残されていた血液のDNAからルーツをたどる人類学的解析により、父系がアジア系民族、母系には欧州系（地中海）民族が含まれることが判明した（『産経新聞 』2006年10月16日付）。「日本人には少ない型」とする専門家の声もある（『朝日新聞』同年12月31日付）。
2006年当時のDNA型鑑定によって、母系を示すミトコンドリアDNAのハプログループはアドリア海や地中海の南欧系民族にみられる「アンダーソンH15型」（アジア系民族にはみられない）、父系を示すY染色体は日本人を含むアジア系民族に多い「ハプログループO2a2b1（O-M134類）」であることが判明した。このO2a2b1の分布頻度は日本人 (東京) の約33人に1人である。なお、南欧系の祖先は歴史的に見て遠くない祖先の可能性が高いが、DNA型から犯人との続柄は判別できないため、犯人の母親が南欧系の女性かは不明である（『サンケイスポーツ』『産経新聞』2009年12月30日付 ）。
また、2025年7月の報道によると、最新のデータによる民族推定で母親のルーツはこれまでのアドリア海周辺国に加えて、コーカサス地方（アラブ首長国連邦やアゼルバイジャンなど）の可能性もあるという。
国際刑事警察機構（ICPO）を通じ、日本国外の捜査機関に捜査協力を求めている（『毎日新聞』2008年5月25日付）。一方で、人種に関するプロファイリングが捜査に適用されるのには前例がなく「犯人が純粋な日本人である可能性も否定せずに、国内でも幅広く捜査する」方針（『産経新聞』2006年10月16日付）。
黒色の毛髪
バッグの中から、現場に残された犯人のもの（血痕）とDNA型も一致している長さ数センチの黒色の毛髪が発見された（産経新聞 2010年12月19日付）。また、毛髪は長さ約2.5センチとバリカンなどで刈られた長さ約1.5ミリの2本である（2018年8月情報公開、詳細については「#警視庁の情報公開（2018年）」および警視庁特捜本部サイト内の「犯人の頭髪の色は?」も参照のこと）。
指紋
犯人の指紋は渦状紋であり、親指の指紋には、中心に豚の鼻のような2本の線がある。指紋は被害者宅から十数個 発見されているが、過去の犯罪者の指紋データとは合致しない。警視庁の2,000を超える犯罪者指紋データからこの犯人が特定できないことから、この犯人は犯罪歴がない可能性があるとみている。
犯人像・事件の分析など
朝倉喬司（ノンフィクション作家）は、本事件の犯人像について、「日本の古典的な一家殺人事件と異なり、被害者と犯人との間で、濃密な人間関係があったとは思えない。異常な殺しぶりや、現場の乱雑さを見ると、犯人は何らかの恐怖で、パニックに陥った末に、場あたり的に『近くでやれそうな人間をやってしまおう』という程度の計画性・覚悟しかなく、凶行に及んだという線が強い」として、本事件と近い犯罪者心理が読み取れる事件として、犯人が暴力団に脅され、心理的に追い詰められた末に犯行に及んだ、市川一家4人殺害事件（1992年発生）を挙げている。
その他
- 血液から向精神薬や風邪薬、覚せい剤などの薬物反応は検出されていない。また、犯人は喫煙者ではない。
- 犯行時の行動などから、性格は大胆で図太いながらトレーナーを畳むなど几帳面な部分も持ち合わせている。
- 被害者宅の冷蔵庫にあったビールには手がつけられていなかった一方で、犯人は冷蔵庫にあった麦茶を飲んでいる。

## 不審者の目撃情報・事件前のトラブル等
- 事件の犠牲者である母親が「家の前の道路に最近、ずっと車が止まっている」と事件数日前の25日に話していたことを義父が明らかにしている[64]。
- 事件3日前の27日午前、被害者宅の様子をうかがっている40代半ばの不審な男が目撃されている[65]。
- 事件現場から1.5キロメートル離れた小田急線成城学園前駅近くで、事件前日の29日15時ごろ、現場に残されていたトレーナーやヒップバッグ、スニーカーとよく似た服装の若い男が目撃されている（『毎日新聞』2006年11月30日付）。目撃者の主婦によると「この男が12月の末にしては薄着だった」ため、よく覚えていたという。また、『週刊朝日』（2007年1月5日・12日合併号）によると、この男は事件直前の30日21時ごろにも被害者宅付近で目撃されているという。
- 事件当日の30日昼すぎに、見慣れない男が被害者と言い争っている姿が目撃されている[66]。
- 事件当日の30日19時と22時ごろ、被害者宅の近くを流れる川沿いの歩道（側道）を歩く、犯人が現場に残していった帽子とよく似た帽子をかぶる35歳から40歳前後の男が目撃されている。19時の男は被害者宅脇、22時の男は被害者宅と反対側の歩道を歩いていたが、2人の男が同一人物かは不明だという[67]。
- 事件当日の30日22時ごろに被害者宅から公園内を南に約250メートル地点で、白っぽいジャージを着た金髪の不審な若者（17歳〜19歳くらい）が目撃されている。若者は目撃者の愛犬を睨みつけて通りすぎたという。
- 事件当日の30日23時35分から40分ごろに被害者宅に通じる路地から飛び出してきて、走り去った男が目撃されている。この男については似顔絵イラストが2004年12月に警視庁より公開されている（詳細は後述の「#警視庁の情報公開（2004年）」を参照）。この男については「年齢25〜35歳、身長が175〜180cm、体格は痩せ型、やや長髪、服装は黒っぽいジャンパーとズボン姿」とされる。
- 2014年12月になって犯人が被害者宅から夜中のうちに逃走した可能性が取り沙汰されているが、31日未明の時間帯ではこれまでに事件現場近くの公園にいた自転車に乗った若い男や止めたバイクのそばに立っている人物などが目撃されており、警視庁はこの時間帯の目撃情報について改めて捜査している（2014年12月12日報道 [28]、詳細は後述の「#警視庁の情報公開（2004年）」を参照）。
- 事件当時、現場近くで左手（袖口から甲）に血が付着した男の目撃情報があった。目撃者の女性は車を運転しているときに、道路へ飛び出してきたその男と軽く接触したという。しかし、女性が名前などを名乗らなかったためその後の連絡が取れず、目撃した時間帯などについても不明なままである（2015年3月23日報道 、詳細は後述の「#警視庁の情報公開（2015年）」を参照）。
- 事件発覚当日の31日に東武日光駅17時26分着の快速電車に乗っていた、右手に骨が見えるほどの深い怪我を負った男が目撃されており、駅の事務室で治療を受けている[67]。この男については「年齢30歳くらい、身長175cmくらい、服装は黒いダウンジャケットおよびジーンズ」とされる（「#逃走後の足取り」も参照）。

### 被害者宅周辺の当時の状況とトラブル

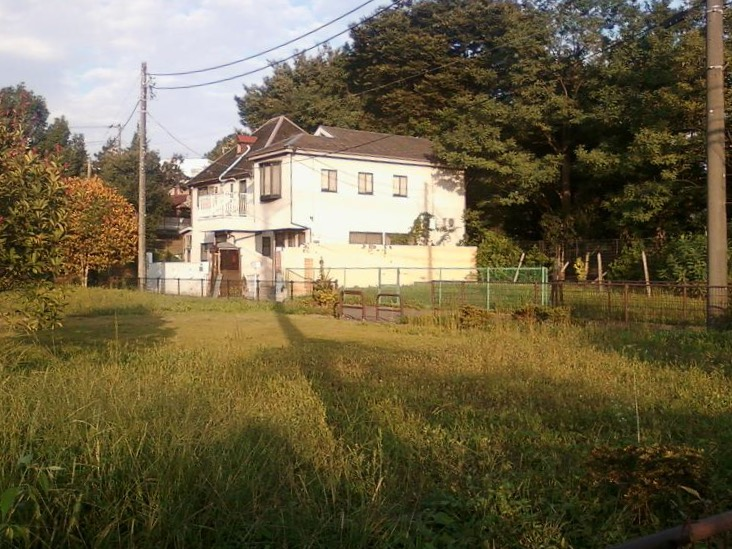
被害者宅周辺（2010年10月撮影）
事件当時は他にも数軒あった。

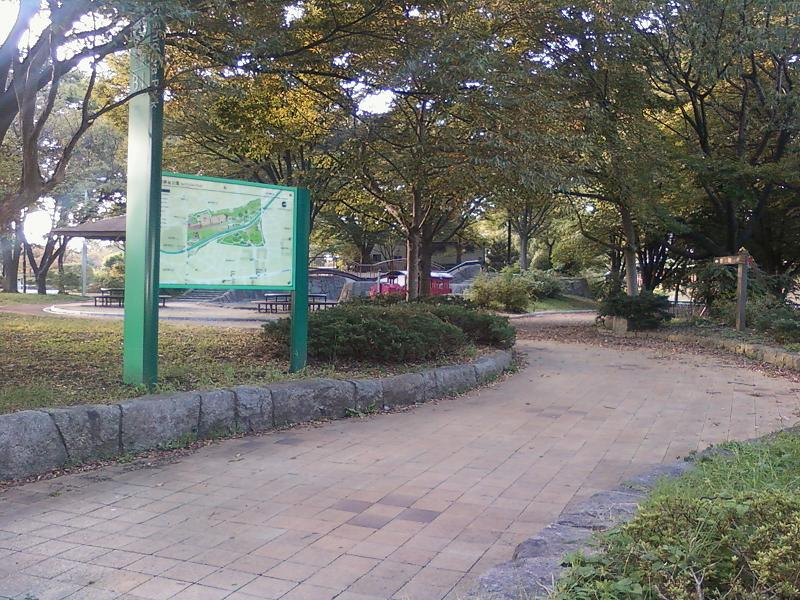
祖師谷公園の北側入口

- 被害者宅周辺は祖師谷公園（都立公園）の拡張工事でほとんどの家が転居しており被害者宅も2001年3月転居予定だった[68]。事件当時は被害者宅・被害者の親族宅である隣家1軒・向かい2軒の計4軒の家が残されているのみだった[68]。そのため、夜の人通りは少なく事件の目撃証言も少なかった[3][68]。一家がこの場所に引っ越してきた1990年6月には、住宅が30軒ほどあった。
- 被害者宅近くにはスケートボードができる広場があり、夜に滑るなどルールを守らないスケートボーダーと被害者宅との間では騒音問題でトラブルになっていた[68]。事件数日前にも、スケートボーダーと被害者が揉めていたという目撃証言もある[68]。そのほか、公園に出入りしている暴走族と被害者宅がトラブルになっていたという話もある[68]。
- 現場周辺では2000年夏以降、尻尾を切り取られたり皮膚を剥ぎ取られたりするなど野良猫の虐待事件が数件起きていた[68][6]。事件直前の12月中旬にも1件あった[68][6]。

### 事件発生前にあったインターフォンの音と怒鳴り声
隣家の住人が事件当日の20時30分ごろ、被害者宅のインターフォンの音が鳴るのを聞いている。ただし、証言者の同居家族が音について否定しているうえ、この件に関する捜査は進んでおらず名乗り出た人物もいない。
事件当日の30日深夜、通行人が被害者宅で男女が口論する声を聞いていたという報道もある。

## 事件現場のその後
事件が起きた被害者一家自宅は東京都立祖師谷公園に隣接しており、敷地は公園拡張のため東京都庁が2000年3月に買収済みで、建物は2023年時点で被害者遺族が所有している。後述のように警察は事件直後から捜査を行ない、24時間態勢で警官を配置し、2001年11月には取り壊し延期を遺族に要請したが、建物が老朽化したため2014年には防護ネットで覆われ、警視庁は証拠保全が完了したとして2019年3月から遺族と取り壊し協議を始めた。2023年時点では都庁により、高さ約1.8メートルのオレンジ色のフェンスと、約3メートルの白色のフェンスで囲まれ施錠され、警視庁が立入禁止を示す看板を立て、防犯カメラによる監視も行なわれている。
落書きやインターネットへの動画投稿など心ない行為が行なわれることもあり、2023年10月6日夜には10人以上の高校生が不法侵入する事件が起き、捜査対象となり、書類送検した。

## 警視庁の情報公開・捜査状況・関連事実
警視庁がマスコミ等を通じて行った当該事件の情報公開、新たに分かった捜査状況、関連事実を記す。

### 警視庁の情報公開
詳細は「警視庁特捜本部のサイト」も参照のこと。

#### 2004年
- 10月15日 - 事件からちょうど100日目の2001年4月9日に被害者宅から仙川を隔てた遊歩道脇に置かれていた、東南アジア産出の花崗岩で作られた地蔵の写真が初めて公開された[72][73]。地蔵の底と台座上部に「六」の文字のようなものが彫られており、指紋は採取されなかった（毎日新聞 [74] より）。
- 12月9日 - 捜査本部は事件に関与している可能性がある不審者のイラストを初めて公開した[75][76]。公開されたイラストは、事件発生時刻前後（12月30日23時30分すぎ）に被害者宅近くで目撃された「身長175〜180センチ位、年齢25〜35歳位、やせ型、髪は少し長め、黒っぽいジャンパー、黒っぽいズボンの男」と、事件前日の29日に犯行で使用された柳刃包丁と同じタイプの包丁を武蔵野市吉祥寺のスーパーマーケットで購入していた「身長170センチ前後、年齢30代、黒っぽいジャンパーの男」（防犯カメラの画像をイラスト化）の2つ（読売新聞[75]より）。
  - 後者については、最新の画像解析技術により2021年に特定されている（「#2021年」を参照）。

#### 2005年
- 8月1日 - 『読売新聞』によると、特別捜査本部が犯人像を「事件当時、京王線沿線に住んでいた若者（当時15歳以上）」に絞り込んだことを明らかにした。また、韓国警察当局の捜査協力の結果、最近になって「犯人が韓国で育った人間でない」ことを確認し断定。「犯人が現場に残していったものと同タイプで同サイズ（L）のトレーナーが都内では、4店舗（京王線沿線は2店舗）のみで10着しか売られていなかった」ことも判明し、このトレーナーの購入者のうち現在所有していない人間の中に犯人がいるものとみて、購入者が判明していない残り9着のトレーナーの行方について情報提供を呼びかけている[77][78]。呼びかけに応じた人はトレーナーの提出を求められるが、新品で同様のトレーナーを贈呈されることになっている[39]。
トレーナーの販売ルートはさまざまな報道を見ると当初からほぼ特定できていたとみられるが、犯人像とともに今回改めてメディアで公開し情報提供を呼びかけたものと思われる。
- 11月13日 - 時事通信によると、怨恨ではなく金銭目的の犯行という見方を強め、犯人像を「当時一人暮らしで、金に困っていた18歳から35歳の男」と絞り込んだことを明らかにした（ただし、普段から外泊に無関心な家庭で生活していた可能性もある）。当初はトレーナーが何度も洗濯されていたことなどから「家族と一緒に暮らす生活色の強い男」という見方がされており、犯人像がこの5年間で大きく変化している[79]。
- 11月21日 - 『読売新聞』によると、犯人が現場に残したヒップバッグの表面から日本国外の硬水によく溶ける洗剤とみられる成分が検出されたことを明らかにした。犯人または周囲に「日本国外の渡航歴がある人物」がいる可能性が高いとみられている。また、警視庁は同日、事件の概要や犯人像の特徴をまとめたカードを全警察官4万人に配布した[80]。
- 12月10日 - カードに記載された犯人像約30項目の内容が明らかになった[81]。新たに分かったのは「酒もたばこもやらない人物」「漢字を読み分ける能力のある人物」など[81]。犯人は戸棚の引き出しを下から順番に開けて物色するという空き巣特有の開け方をしており、2階の居間のソファにカード類、その近辺には手帳や運転免許証など生年月日の分かる書類などが仕分けされていた。これはキャッシュカードの暗証番号を推測するために犯人が物色したものとみられている（朝日新聞[81]、読売新聞より）。
- 12月17日 - 『読売新聞』によると、洗剤が検出されたヒップバッグ表面の同じ場所から蛍光物質も検出されていたことが分かった。バッグに付着してしまい犯人が洗い落とそうとした可能性がある。蛍光物質は外国製のペンなどに含まれているものとのことである。
- 12月30日 - 『産経新聞』によると、中2階子ども部屋の二段ベッド付近や1階から中2階間の階段で犯人が横歩きをしたとみられる足跡が複数発見されていたことが分かった。階段では、壁側から手すり側に向かって途中で足跡の向きが入れ替わっていた。このような特殊な歩き方をしていたことから、犯人が「軍隊の経験者である可能性」もあると見て捜査している。
特別捜査本部はこれまで怨恨の線で捜査していたが、一家に関係するトラブルが見つかっていないことや中2階浴室の窓から侵入するという手口、戸棚の引き出しの空け方、ソファに並べられたカード類、現金がなくなっていたことなどから、最近になって「金銭目的の犯行」の線で捜査していることも判明した。しかし、犯人が長時間被害者宅に留まるなどの行動から怨恨や人格異常者の犯行の線も捨ててはいないという。

#### 2006年
- 8月2日 - 『産経新聞』および『夕刊フジ』によると、特別捜査本部は「スケートボードをしている人物」に捜査の焦点を当てていることが明らかになった。その理由について、以下の点を挙げている。
  - ヒップバッグから検出された数種類の物質が、スケートボードの滑り止めに使われるグリップテープを削った微粉末の可能性が高い。
  - ヒップバッグとジャンパーのポケットから検出された砂は、いずれもスケートボードと縁の深い場所（カリフォルニア州と三浦半島）の砂である可能性が高い。
  - 黒いハンカチから検出された香水は、1980年代に活躍したアメリカの人気プロスケートボーダーが愛用していた「DRAKKAR NOIR」だった。
  - 被害者宅近くにはスケートボードができる広場があり、夜に滑るなどルールを守らないスケートボーダーには被害者が以前から注意しており、事件数日前にも揉めていたという目撃証言がある。
  - 犯人の服装のうちラグランシャツとヒップバッグは、当時スケートボーダーの間で流行っていたストリートファッションのアイテムである。
- 10月16日 - 『産経新聞』によると、特別捜査本部は犯人像を「アジア系外国人の犯人」または「混血の日本人」と見て捜査を始めたことが明らかになった。血液のDNAから人間のルーツをたどる人類学的解析によるもので、父系がアジア系民族、母系に欧州系民族が含まれることが判明。人種に関するプロファイリングが捜査に適用されるのには前例がなく、ずっとさかのぼった祖先が混血だった可能性も否定できないため、「犯人が純粋な日本人である可能性も否定せずに、幅広く捜査する」方針。
- 11月30日 - 今年の春頃になってから警視庁に新たな目撃情報が寄せられていたことが判明した。事件現場から1.5キロメートル離れた小田急線成城学園前駅近くで、事件前日の29日15時ごろ、現場に残されていたトレーナーやヒップバッグ、スニーカーとよく似た服装の若い男を目撃したというもの。最近の情報などから警視庁は「事件当時、現場付近に住んでいてその後に引っ越した若者や日本国外の人」に捜査の焦点を絞っている。
- 12月15日 - 特別捜査本部は犯人が現場に残していった黒いハンカチ2枚について新たな情報を公開した[82]。うち1枚については中心部に約3センチの切れ目を開け、ハンカチの一部を押し込んで袋状にしており、犯行時に包丁の柄を差し込んで滑り止めや返り血を避ける目的で使用したものとみられている[82]。犯人が事前に細工などをしていることから計画的犯行の線も見て捜査、このような特殊な方法を使う職業がないか調べている[82]。ハンカチからは被害者の血液のほか犯人の血液も検出された[82]。もう1枚については、三角形に折って両端が絞り込まれていたため、バンダナやマスクとして使用したものとみられる（朝日新聞、読売新聞、東京新聞より）[82]。
また、犯人の血液を詳しく調べた結果、向精神薬や風邪薬などの薬物反応がまったくなくたばこも吸わないことが判明。2枚のハンカチには洗濯してアイロンをかけた形跡もあった。これらのことから特別捜査本部は犯人像を「薬物中毒や投薬治療中でなく健康体」「事件当時、現場付近の比較的裕福な家庭で、家族と一緒に暮していた15歳から35歳の男」と見ている（朝日新聞より）。
- 12月30日 - 事件から6年、成城警察署特別捜査本部の捜査会議の一部が公開された。これまでに延べ14万人の捜査員が投入され現在も98人態勢で捜査、『産経新聞』によると、現在は犯人本人より犯人を知る人物や周辺者を中心に捜索しているという。また、引き続き犯人が外国人やスケートボーダーである可能性、被害者宅が物色され現金がなくなっていたことから金銭目的の犯行、また怨恨による犯行の線なども視野に入れ、幅広く捜査している。
- 12月31日 - 現場から長女の血が付着したティッシュペーパーが見つかっていたことが明らかになった。母親と長女が犯人に襲われたとき1度目は致命傷にならなかったが、負傷しながらも長女の手当てをしていた母親に犯人が気づき、再度致命傷を与えた可能性があるという。
また、現場に残されていた犯人の血液からDNA型を解析した結果、日本人には少ない型とする専門家の意見があることも判明した。「犯人が外国人や混血の日本人である可能性」も視野に入れて捜査している[83]。

#### 2008年
- 5月25日 - 『毎日新聞』によると、犯人の血痕のDNA鑑定により母方が欧州や地中海の民族の特徴を持つ点、さらに事件現場に残された遺留品などから犯人が外国と関係のある人物である可能性が高いことから、ICPOを通じ外国の捜査機関に捜査協力を求めていることが分かった。これまで韓国や中国に指紋照合を依頼し、欧米の国々にも捜査協力を求めているが、要請に応じない国もあるという。
- 6月22日 - 『毎日新聞』によると、今年3月中旬に犯人が侵入したと思われる被害者宅裏側の中2階浴室窓下の公園フェンス付近に花束が置かれていたことが分かった。家の表側は警察が24時間体制で警備していたが、置かれた時点で気づかなかった。警察は「心あたりのある人は名乗り出て欲しい」としている。
- 12月30日 - 『毎日新聞』によると、8月ごろに行った特別捜査本部の検証で犯人が現場に残したトレーナーやヒップバッグに付着していた赤色系の蛍光剤とほぼ同一成分の蛍光剤が、1階車庫周辺からも発見されていたことが判明した。車庫は事件当時シャッターが閉まっており、現場に残された犯人の足跡などの形跡が発見されていないことから、「事件前に犯人や犯人と関係ある人物が現場を訪れた可能性、被害者と犯人に交流があった可能性」も視野に入れ、蛍光剤の流通経路や被害者の交友関係を調べている。
- 12月31日 - 『中日新聞』によると、犯人が被害者宅に残したヒップバッグから微量の砂（石英を含み、米国西部の砂漠地帯の砂と酷似している物）と1億4000万年以上前の放射性物質モナザイト（ロッキー山脈の花崗岩にも含まれているもの）が検出されたが、鑑定の結果それらの遺留物はカリフォルニア州に由来する可能性があることが分かり、特別捜査本部は70人態勢で被害者の勤務先や出身学校の関係者、事件当時、現場周辺に住んでいた人物らに事情聴取をし、「カリフォルニア州への渡航歴がないか重点的に捜査」している。

#### 2009年
- 12月14日
  - 警視庁は事件現場から発見された蛍光剤が3種類の粉末蛍光染料であることを公表した。警視庁ではこの3種類の染料を同時に扱う場所の情報提供を呼びかけている。以下に情報をまとめる（共同通信、NHKニュース、毎日新聞、朝日新聞、日経新聞、東京新聞より）。
    - 染料はおもに国内2社が商品化する「ローダミン」（ローダミンB、同6GCP、同6GCP-N）、あるいは「バソニール」（バソニールレッド540、同482、同485）で、粉末状では緑色（赤茶色という報道もあり）で水に溶かすと赤やピンク系になり、ブラックライトで蛍光発色する。なお、染料のカラーインデックスネームはそれぞれ「ベーシックバイオレット10」「ベーシックレッド1」「ベーシックレッド1:1」である。
    - 染料は上述のメーカーが顔料やインキなどに加工して販売するため、一般に出回っていない。おもに紙や布、木綿などの繊維のほかに、プラスチック製品、漫画本、包装、広告、顔料やインクの製造、蛍光ペン、油絵の具材、レーザーの研究、工事現場（コンクリートの亀裂チェック）などでも使用される。「3種類共に使用するのは一般的でないため、染料・塗料を扱う専門業者や工場、製紙メーカー、研究施設、舞台関連の制作業者、デザイナーなどの可能性が高い」と見ている。
    - 被害者は大学時代には劇団サークルに参加しており、事件の直前にも企業のイメージカラー作成やイベントプロデュースなどの仕事に関わっていたが染料に関する専門知識がなく、「被害者自身が仕事などで使用していた形跡もない」という。染料は犯人の遺留品であるトレーナーから2種類、ヒップバッグの内側や犯人が犯行時に侵入した形跡のない車庫内の木製の収納具から3種類発見されている（犯人が触れた形跡のない被害者宅の棚の中から染料が検出されているという報道もあり。ただし、この報道が意図する被害者宅の棚が「車庫の収納具=棚（後の報道で棚の引き出しと判明）」と別物かどうかは不明）。このことから、「事前に被害者宅を訪れたことがある人物か被害者と接点があった人物の可能性が高い」と見て捜査している。
    - 犯人が事件前に被害者宅を訪れた理由について、「被害者と染料選定の打ち合わせをしていた可能性」などを視野に入れている（東京新聞より）。

  - 犯人の遺留品であるジャンパー（事件の1ヶ月前から販売されたもの）のポケットから発見された鳥の糞はイネ科以外の植物の種皮や昆虫、土砂などを含んでいないことから飼育されていたスズメより小さい種類の鳥のもの、葉片は（当初）ヒメザクロと思われていたが、DNA鑑定の結果、ケヤキとヤナギ（シダレヤナギ以外）であることが明らかになった。また、三浦半島の砂は馬堀、北下浦、三浦の3か所いずれかの海岸のものであることも明らかにした。このため、「犯人や犯人の周辺人物が犯行直前に三浦半島を訪れたとみて、同半島周辺に捜査員を派遣」して聞き込みを行っている（毎日新聞、朝日新聞、産経新聞より）。
  - 遺留品のヒップバッグから発見された米国西部カリフォルニア州の砂は、約3万5,000km2に及ぶモハーヴェ砂漠南西部にあるエドワーズ空軍基地付近のものであることも判明した。同基地東部の砂は特徴的なものであり、バッグ内の砂と酷似しているという。このことから、「犯人や犯人の周辺人物が同基地付近を訪れた可能性がある」と見て捜査している（東京新聞より）。
- 12月26日 - 被害者は大学時代には演劇、著名な人形作家の下で人形アニメ製作に参加、その後、知人と映画や漫画を製作する会社を立ち上げ、映画撮影の現場に出入りするなどしていた。事件の直前にも旅客機の模型に塗装する仕事などをしており、塗料との関わりはいくつか浮上しているが、現場に残された染料と被害者、犯人の接点は浮かび上がっていない（毎日新聞より）。
- 12月30日 - 現場に残された犯人のものとみられる血痕のDNA型鑑定を行った結果、母系がミトコンドリアDNAの塩基配列パターンによりアドリア海や地中海の南欧系民族にみられる「アンダーソンH15型」（アジア民族にはみられない）、父親がY染色体鑑定によりアジア民族に多い「O3eスター型（※現表記 O2a2b1*(O-M134*)）」であることが分かった（2006年当時）。「O3eスター型」の割合は日本人の約13人に1人、中国人の約10人に1人、韓国人の約5人に1人にみられる。南欧系の祖先は歴史的に見て遠くない祖先の可能性が高いが、DNA型から犯人との続柄は判別できないため、犯人の母親が南欧系の女性かは不明。また、古い祖先が南欧系の可能性も否定できない（サンケイスポーツ、産経新聞 [61] より）。

#### 2010年
- 12月12日 - 現場に残されたトレーナーにシリコーンオイルという化合物の成分がついていたことが新たに分かった。トレーナーからは粉末状の蛍光染料も検出されている。シリコーンオイルは潤滑油や化粧品の原料などとして幅広く利用されているが、染料の色むらをなくしたり、演劇の舞台装置を作る際などの発泡スチロールの加工にも使われている。被害者が事件当時、企業のシンボルカラーを決める仕事をしており、また学生時代には演劇活動をしていたことからその関連性や、シリコーンオイルや蛍光染料を仕事などで扱う人物が事件に関わっている疑いもあるとみて捜査をしている（NHKニュースより）。
- 12月18日 - 手がかりとなる染料の捜査のため、ドイツの化学メーカーに捜査員を派遣していたことが分かった。犯人の遺留品と被害者宅から見つかった3種類の赤色系蛍光染料のうち、2種類は同じ色の旧来品と後発品で、後発品の方が流通量が少ないため、その製造元からたどる捜査が開始され、協力は得られたが流通先が膨大で10年前の販売記録はほとんど残っていなかったため、国内の化学会社や染料の卸業者などでの取り扱いの動向を調べている。被害者宅で染料が検出されたのは、車庫にある工具やカー用品などが入っていたとみられる木製棚の引き出しで、染料が付着していれば蛍光を示すライトで被害者宅や隣の親族宅が調べられたが、木製棚以外からは検出されていない（時事通信より）。
- 12月19日 - 2階の居間に残されていたヒップバッグの中から、長さ数センチで色は黒い毛髪が見つかっていたことが分かった。毛髪のDNA型を鑑定したところ、現場に残された犯人のものと一致した。また、現場からなくなっていたとされる2000年正月に届いた被害者一家宛ての年賀状は、捜査員が聞き込み捜査のために翌日までに返す約束で持ち出し、そのまま返却されていなかったことが判明した。犯人が被害者一家との接点を隠すために処分したとみられていたが、初期段階での捜査の混乱が浮き彫りになった（産経新聞より）。
- 12月24日
  - 2階の居間のソファにクッションが置かれるなど犯人が仮眠を取った形跡が残されていることが分かった。被害者夫婦は几帳面な性格であり、そのまま放置したとは考えられにくいという。また、パソコンが短時間だけ使用された午前10時には向かいの家に宅配のトラックが来て被害者宅方へバックしていたといい、トラックの音で慌ててパソコンの電源を抜いた可能性も指摘されている。道路に面する窓のカーテンには外を見ようとしてめくり上げたとみられる形跡も残されていた。さらに、犯人は被害者宅でトイレを使用しており、残されていた大便からは野菜の胡麻和えが発見された。被害者一家の胃の内容物や食事とは異なっている（時事通信より [84]）。
  - 現場から見つかった遺留品が事件当時、神奈川県厚木市内の小田急線本厚木駅周辺などで購入可能だったことが判明した。トレーナーは都内で販売が確認された店舗と同じ販売会社である厚木市内の店舗で3着が販売されていたことが判明（購入者は特定できていない）。他、柳刃包丁やヒップバッグ、帽子、ハンカチ、手袋などマフラー以外の物も本厚木駅付近の衣料品店や金物店で扱われていたことが判明した。また、同線の相模大野駅周辺ではトレーナーとマフラー以外の物が購入可能であった事も確認された。被害者宅から約1.8キロである同線の成城学園前駅から本厚木駅までは直通電車で約35分であるため、犯人の生活拠点が事件当時厚木市内であった可能性もあるとみて、本厚木（厚木市）、相模大野（相模原市南区）、登戸（川崎市多摩区）で20万枚のビラを配り情報提供を求めている（時事通信、毎日新聞、産経新聞より）。
- 12月25日 - 被害者4人の発見時、全員の顔に服や布団がかけられるなどして顔が隠れた状態であり、犯人が見えないように隠した疑いがある事が判明した。顔を隠すのは犯人が顔見知りだった場合に多いことから、被害者の交友関係などを改めて捜査している。
  - 母親（当時41・中2階踊り場で発見）の顔にはたんすから物色されたとみられる洋服がかぶせられていた。
  - 長女（当時8・中2階踊り場で発見）は母親の脇でうずくまるように顔を下に向けていた。
  - 長男（当時6・中2階子供部屋で発見）はベッド上で頭から布団がかけられていた。
  - 父親（当時44・1階の階段付近で発見）は机の引き出しが乗せられていた。

他、室内に色彩の専門書があったことも判明した（時事通信より）。

#### 2011年
- 12月19日 - 犯人が現場に残していったものと同タイプのトレーナー（LサイズおよびMサイズ含む）全130着の販売店舗（14都道府県41店舗）が警察の捜査により2011年12月までに判明、このうち52着が静岡県、22着が長野県での販売となっている。また、130着のうち現在までに購入者が判明しているのは12着のみとなっている。販売数の4割を占める静岡県では、静岡市や浜松市などの「M/X」、「マルフル」（共に現在は解散しているマルフル運営の系列店）の12店舗で販売されており、「M/X」では現場の遺留品と同デザインの帽子や手袋も販売、さらに静岡県の量販店などで現場の遺留品と同型の包丁やヒップバッグも販売されていた。このため、犯人が静岡県内で購入した可能性も視野に入れて、都内でトレーナーや帽子などの遺留品が販売されていたJR荻窪駅のほかJR静岡駅で初めてビラを配るなど情報提供を呼びかけている（共同通信 [85] より）。
- 12月29日
  - 汗などの付着物の鑑定により被害者宅のスリッパから犯人のDNA型が検出、現場に残されていた足跡からはスリッパの跡がないため、被害者と面識のある犯人が事件当日ではなく事前に被害者宅を訪れ、スリッパを使用した可能性があると見て捜査している。一方で、犯人は一家殺害後に被害者宅の冷蔵庫の中にあるものを食しながら長時間現場に留まるなど、通常では考えられない異常な行動もみられることから慎重に捜査を進めている（産経新聞[86] より）。
  - 犯人の遺留品であるトレーナーの胸付近に付着していた微量の染料二種類について、捜査関係者の話により新たな事実が判明している。染料は水に溶けるとピンク色に発色し繊維などの染色に使用されるもので、肉眼では付着は視認できず特殊なライトを当てることで確認できるものである。トレーナーには何度も洗濯した形跡があるが一方でこの染料には溶けた形跡がないため、染料が付着した後には洗濯が行われていない可能性が高い。このことから事件直前にトレーナーに染料が付着したものとみて、捜査本部では仕事や趣味などで染料を扱っていた人物に焦点を当てている（朝日新聞 [87] より）。

#### 2012年
- 12月24日 - 犯人が被害者と顔見知りの可能性が指摘される最大の根拠として、犯人の遺留品（トレーナーやヒップバッグ）と犯人が事件当日に入った形跡のない被害者宅の車庫の双方に残されていた同一の蛍光染料が挙げられるが、車庫の染料については木製の収納具に収められていたわけではなく、車庫奥の（箱などが置かれた物置スペースで）横倒しになった棚の引き出しの底に「付着している程度」であったことが報道で明かされている。捜査本部の見解として、事件以前に被害者と犯人が車庫の暗闇で蛍光染料を確認し合った際、地面を汚さないために下敷きとして置かれた引き出しに染料の一部が付着した可能性が指摘されている（NHK『ニュースウオッチ9』 [51] より）。

#### 2014年
- 12月12日 - 犯人がパソコンを操作したとされる時刻のうち、31日午前10時すぎのもの（2度目のネット接続）についてはパソコンの誤作動の可能性が高く、夜間のうち（1度目のネット接続があった午前1時18分ごろより後）に逃走した可能性があるとして、これまでの事件翌日の朝まで現場に留まっていたとする捜査方針を軌道修正している。これは再現実験を行った結果、マウスが落下するなどの衝撃でパソコンが自動的に接続されることが判明したことによる。また、31日未明には被害者宅の電気が消灯していたという通行人の証言も出ている。さらに未明の目撃情報として、自転車に乗った若い男（現場近くの公園）や止めたバイクのそばに立っている人物などがこれまでの捜査で挙がっており、犯人が車などで逃走した可能性もあることから警視庁ではこの時間帯における目撃情報について改めて捜査している（NHKニュース [28]、読売新聞 [15] より）。
- 12月21日 - 遺留品や靴のサイズから推定し、犯人の身長を175センチ前後として情報提供を呼びかけていたが、ヒップバッグのベルトの全長から推測した結果、犯人の身長がより小柄な170センチ前後である可能性が出てきたとして、情報提供を求めるチラシの情報を修正している（朝日新聞 [88] より）。

#### 2015年
- 3月23日 - 事件当時、現場近くで血が付着した男の目撃情報があったことが明らかとなった。目撃情報は「左手の袖口から甲にかけて血のついた男が道路を飛び出してきて、自分の車に軽く接触した」という女性のもので、その女性が自分の名前などを名乗らなかったためその後の連絡は取れておらず、目撃した時間帯などについても現時点で分かっていないが、犯人の逃亡時間と推定される31日未明の目撃であった可能性もあることから、警視庁はこの情報を重要視して捜査を進めると共に改めて情報提供を求めている（NHKニュース [89]、日テレNEWS24 [90] より）。
- 12月18日 - 犯人の親指の指紋（渦状紋）には、その中心に2本の線が入った「豚の鼻」のような特徴があった（JNN系 TBS Newsi [62]より）。
- 12月28日 - 犯行時刻から数時間後と思われる31日未明の午前3時半ごろには、被害者宅の明かりが消えており人の気配も感じなかったと近所の人が証言していることが明らかとなった。さらに、午前4時ごろには暗かったという別の証言も存在するという。捜査本部では犯人が被害者宅を物色し、パソコンの操作などを行っていた午前1時すぎまでは明かりがついていたとみていることから、その後の午前3時半までの間に逃走した可能性も視野に入れて捜査している（朝日新聞 [91] より）。
- 12月29日 - 首を絞められ殺害されていた長男の布団から、犯人の血痕が見つかっていたことが明らかとなった（読売新聞 [92] より）。捜査本部のこれまでの見立てでは長男は一家の中で最初に殺害され、首を絞められたことに因る圧迫痕や鼻からの出血以外に外傷などはなかったとされている（「#殺害」も参照）。

#### 2018年
- 5月19日 - 犯人の遺留品のうちヒップバッグに付着していた塗料について、捜査本部では「蛍光ペンなどを入れていた跡であった」と断定。さらにヒップバッグの内容物（学生時代によく使用される前述の蛍光ペンなどの痕跡）に加え、販売時期（1995年9月〜1999年1月）やベルトの長さ（長さ83センチで胴回りは70〜75センチと推定）、マフラーのサイズ（長さ約130センチで10代半ばの平均的な首回りにフィット）などから、捜査本部が犯人像を「事件当時15歳から20代[注 4]の細身の男性」に絞ったことが明らかとなった（読売新聞 [45]、テレ朝news [46]、毎日新聞 [47]、時事通信 [48] より）。
  - 捜査本部は22日に新たな犯人像などの情報を公式サイトでも公開（同サイト内の「ヒップバッグとマフラーの特徴は?」を参照）し、情報提供を呼びかけている。
- 8月3日 - ヒップバッグの内側からは犯人の血痕とDNA型も一致している黒っぽい毛髪が発見されているが、捜査本部はこの毛髪の長さについて約2.5センチとバリカンなどで刈られた約1.5ミリの2本であることを明らかにした。また、犯人の足跡から判明した韓国製スニーカー「スラセンジャー」（27.5センチ）の3D画像も捜査本部のサイトで公開。同サイズのものは日本国内において正規ルートでの販売が確認されていないことも明らかにし、犯人が韓国で購入したか並行輸入業者から購入した可能性などにも視野を広げ、情報提供を呼びかけている（時事通信 [44] ほか）。
  - 捜査本部は同日、毛髪やスニーカーの情報を公式サイトでも公開している（同サイト内の「犯人の頭髪の色は?」および「犯人が履いていた靴の特徴は?」を参照）。

#### 2019年
- 12月13日 - 現場で発見された凶器の包丁の柄を包んでいたとみられる黒いハンカチについて、フィリピン北部の一部地域（イロコス地方とイサベラ州）における儀式・狩りの際や軍人、ギャングなどが刃物を包む方法に似ていることが明らかとなった。犯人が「フィリピン北部に住む人間」の可能性も考えられるため、ICPOを通じ情報収集を進めている他、現地に捜査員を派遣することも検討している（朝日新聞 [93]、産経ニュース [94]、まいどなニュース [95] ほか）。

#### 2020年
- 12月29日 - 母親と長女が襲われた屋根裏部屋（ロフト）のベッド上部の壁に、凶器のひとつである柳刃包丁の傷が残っていたことが明らかとなった。犯人が包丁を振りかざした際についたものとみられ、2人は就寝中に執拗に襲われ抵抗できずに殺害された可能性がある（東京新聞 [96] より、「#殺害」も参照）。
- 12月30日 - 捜査本部は犯人の年齢や容姿（顔の特徴や肌の色を含む）などを推定するため、外部の専門機関の協力による最新の科学技術を活用したDNA型の解析に着手していることが明らかとなった（産経ニュース [97] より、「#DNA」も参照）。

#### 2021年
- 12月17日 - 凶器として使われていたものと同じ包丁を事件の前日に購入し、2004年にイラストが公開されていた男性について、警視庁が最新の画像解析技術により特定していたことが判明した[98]。しかし、現場に残された犯人のDNA型とは一致しなかった[98]。

#### 2025年
- 7月24日 - 警視庁による専門の研究機関での犯人のDNA解析により、犯行時の推定年齢がこれまでの推定（15歳から20代）より年上の「30代」という結果が出ていたことが判明。また、最新のデータによる民族推定の結果では、母親のルーツはこれまでのアドリア海周辺国に加えて、新たにコーカサス地方（アラブ首長国連邦やアゼルバイジャンなど）の可能性もあるという[57]。

### 不鮮明な情報
以下に記載するのは、過去にマスコミで取り上げられたものの、事件との関連性が不鮮明な情報である。
- 事件発生の前後、現場付近から京王線八幡山駅近くまで3人組の男がタクシーに乗車したが、降車後の座席シートに血痕が残っていた（毎日新聞 2001年1月2日付）。
ただし、後の報道で「現場で発見された犯人の血痕とタクシーのシートに付着していた血痕の照合を進める」（毎日新聞 同月4日付）としており、照合した結果、犯人のものではなかった可能性も高い。また特別捜査本部による鑑定の結果、タクシーの座席に付着していた10円玉大の血痕と思われたものはチョコレートであったとする報道もある[99]。
- 事件発覚当日の31日、浅草駅発・東武日光駅17時26分着の快速電車に乗っていた30歳ぐらいの男が右手に骨が見えるほどの深い怪我を負っており、駅の事務室で治療を受けていた（産経新聞 2002年12月18日付）。
捜査員を栃木県日光市に派遣したのは事件からだいぶ経過した2001年10月に入ってからのことであり、有力な情報が得られず現在もその後の足取りがつかめていないことは、2006年末の週刊朝日の記事で触れられている（詳細は「#週刊誌などの情報 (週刊朝日)」を参照）。
- 事件から数日経って右手に怪我を負った男が病院で治療を受けていた。
のちに「事件から3日後、右手の親指と人さし指の間を切って都内の総合病院に訪れた22歳の男は捜査の結果、事件とは無関係だった」（産経新聞 2001年12月27日付）という報道もあり、これは上述の「怪我を負って病院で治療を受けた男」のことを指しているものと思われる。さらに、22歳の男については「過去に被害者宅に出入りしたことがある」とも報道されている（産経新聞 2001年1月10日付）。ただし、「同日にも警察が事情聴取を行い、犯人の血液型と照合する」とも同時に報じられており、事件と無関係なことが断定されたのはこの結果によるものと思われる。

### その他の関連事実
- 2006年5月12日 - 過去に成城署特別捜査本部で当事件の捜査活動をしていた警部補が、捜査報告書に自分や妻の指紋を添付して実際には面識のない住民数十人から指紋を採取したように装うなど虚偽報告をしていたことが明らかとなり書類送検された（時事通信 同日付）。
- 2006年6月19日 - 事件の犯人を突き止めたと称する『世田谷一家殺人事件―侵入者たちの告白』（草思社）について、警視庁の捜査一課長が「内容は全般にわたり根本的に事実と異なる」と批判。侵入から殺害方法、犯人が自ら行った治療行為、パソコン操作、逃走方法、被害者の行動、遺留品、指紋についての記述など10項目が「ことごとく事実と異なり、誤解を生じさせ今後の捜査にも悪影響を与える懸念がある」と異例のコメントを発表した。この本の内容は多くのメディアからも厳しく批判された。本文中に被害者の母親の言葉が出てくるが、母親は著者の取材に応じていない（『週刊朝日』2006年7月21日号）。そもそもの出版企画は、元『週刊新潮』記者の斉藤寅が雷韻出版に持ち込んだもので、最初の原稿では「サバイバルナイフを使って玄関から侵入」と記述されており、基本的な事実関係すら間違っていた。雷韻出版社長が「殺害方法にリアリティがない」と指摘すると、後になって詳細を書き加えてきたため、出版を見送った（『週刊アサヒ芸能』2006年7月20日号）。
- 2010年6月24日 - 当該事件やその他の未解決事件の現場に中傷する張り紙や写真を貼りつけた男が軽犯罪法違反（はり札の禁止）の容疑で警視庁に書類送検されていたことがわかった。男は当該事件のほかにも「全国で15件ぐらいの事件現場に同様の行為をした」と供述している（朝日新聞 同日付）。
- 2012年9月 - 世帯主の父親が肺炎のため入院先の病院にて84歳で亡くなった。
- 2014年8月 - これまで保存されてきた事件現場の建物は、老朽化のために取り壊される見通しであることが関係者への取材で判明した（TBS『NEWS23』 2014年8月18日放送）。過去には2012年ごろにも取り壊しの話が出たが、当時の警視庁・刑事部長が難色を示したことから免れた経緯がある。なお、事件現場の建物については捜査活用目的で建物内部まで再現した3Dプリンターによる模型が製作されており、警視庁が2013年12月に公開している[11][12]。
- 2015年12月 - 前年（2014年）末に放送されたテレビ朝日の番組に対し、名誉の侵害などがあったとして遺族が放送倫理・番組向上機構（BPO）に申し立てを行った。番組に出演した遺族が、犯人につながる具体的な発言をしたかのような過剰演出および恣意的な編集などがあったといい、過去に7回謝罪と訂正放送を求めたが解決には至らなかったという[100]。これに対してBPOは、遺族の社会的評価がただちに低下するとは言えず「人権侵害にはあたらない」としながらも、番組の内容については公正さと適切な配慮を著しく欠いており「放送倫理上重大な問題があった」とする勧告を2016年9月に出している[101]。
- 2019年11月 - 上記2014年8月の件に関連する話として、現場の建物を取り壊すか否かを警察が遺族側に打診し協議していることが明らかとなった[102][103]。
- 2020年1月 - さらに上記2019年11月の件に関連し、遺族の1人である入江杏は4人が一生懸命生きた現場の空気を感じて欲しいと、事件現場となった家屋の内部を一部のメディアに初めて公開した[104][105][106]。

## 懸賞金
警視庁は2007年12月14日より当該事件を捜査特別報奨金制度（公的懸賞金制度）の対象事件に指定した。事件の解決、犯人の逮捕に結びつく有力情報の提供者に最大300万円の懸賞金が支払われる。2010年12月16日以降は「事件の捜査に協力する会」により私的懸賞金最大700万円も用意され懸賞金は合計最大1000万円となったが、2014年12月にはさらに私的懸賞金が1000万円増額され、犯人逮捕につながる情報には合計最大2000万円が支払われることとなっている。
なお、捜査特別報奨金制度の適用期限は1年単位での更新となっており、2008年12月までの期限以降、毎年延長されている。詳細は「警視庁特捜本部のサイト」を参照。

## 事件の影響

### 防犯体制・意識の高まり

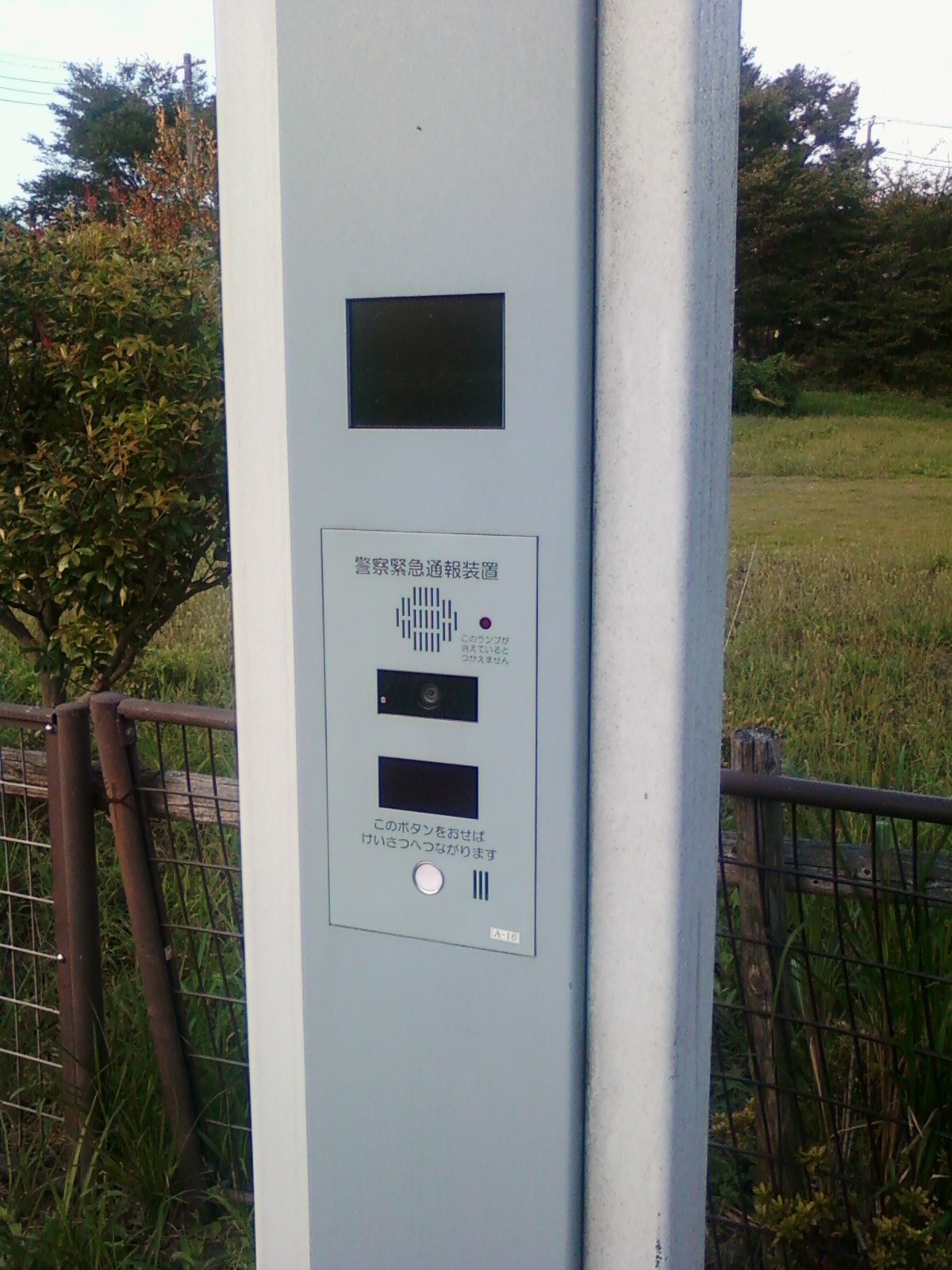
設置された通報装置

この事件は在宅中の一家全員を殺害するという残虐な手口から世間の注目を集め、当事件の周辺地域に限らず各家庭の防犯意識を高めた。
また、この事件を機に成城警察署が街の防犯カメラや緊急時に警察へ通報できるスーパー防犯灯（緊急通報装置）の設置を促進した。特に防犯カメラは窃盗事件が減少するなどの効果が得られ、実際に事件の解決にも結びついている。
事件現場が駒澤大学硬式野球部グラウンドに隣接していることもあり、事件発生当初は駒大の野球部員にも対して注意喚起がされていた。

### 事件被害者・遺族団体の結成と公訴時効廃止議論
当事件の遺族は別の事件の遺族らと連携して殺人事件に関する公訴時効の停止・廃止を目標に、2009年2月28日、殺人事件被害者遺族の会、通称「宙の会（そらのかい）」が設立された。2010年4月27日には、殺人罪や強盗殺人罪など法定上限が死刑にあたる罪の公訴時効廃止などを盛り込んだ改正刑事訴訟法（刑法および刑事訴訟法の一部を改正する法律（平成22年法律第26号））が成立して施行された。公訴時効の廃止は、当事件を含めて、改正の施行時に公訴時効が完成していなかった過去の事件にも適用されている。

#### 改正法施行までの経緯
宙の会のほかにも、2008年11月、全国犯罪被害者の会（あすの会）も殺人や強盗殺人など重大事件における時効廃止を求める決議を行うなど、事件の遺族による「時効停止・廃止」を訴える声、世論の関心も高まってきていた。
これに対して法務省は、2009年5月には裁判員制度が始まるのを受け、時効制度においても国民の視点で分かりやすく提示する必要があることも理由にして、殺人や強盗殺人など重大事件に限り、公訴時効の期間延長（数十年単位）や廃止、遺族の訴えで時効の進行を停止できる制度の設置なども視野に入れて、勉強会を開き検討していくと2009年1月に表明した。
2010年3月12日、殺人罪や強盗殺人罪など法定上限が死刑にあたる罪の公訴時効廃止などを盛り込んだ刑事訴訟法改正案が政府で閣議決定。4月27日には同改正案が可決成立し、即日施行された（施行までの経緯の詳細は「公訴時効#公訴時効停止・廃止議論」も参照）。

#### 宙の会がしていたその他の主張
公訴時効の停止・廃止のほか、飛躍的に向上したDNA鑑定技術によりほぼ100％個人を特定できる（他人を犯人と誤る確率は非常に低い）ことから、犯人のDNAが特定されている事件の場合、DNAに人格を与え起訴（ジョン・ドウ起訴）できるように刑事訴訟法などの制度改正も訴えていた。これは、公訴時効が廃止された場合でも、法律改正以前の事件には適用されない可能性があったためである。

## 週刊誌などの情報
この事件は重大な未解決事件の一つであるため、週刊誌などでは様々な情報が錯綜している。ここでは新聞などでは報じられていない週刊誌などの情報を記していく。

### 新潮45
侵入方法についてはシリンダーに細かな傷がついていたことから、特殊なナイフで解錠して玄関から被害者宅に侵入している。また、犯人がラテックスゴムという軍隊などで使われる特殊な止血剤や、麻酔作用のあるベンゼドリンを使用していた（一橋文哉、2002年1月号）。警察の鑑識OBに依頼したところ、ソウル在住の韓国人男性の指紋と、現場に残されていた犯人の指紋が合致した。韓国では全国民に指紋の登録が義務づけられている。日本の警察は韓国人の指紋と照合して誰とも一致しなかったとしているが、実際には日本からの捜査協力が韓国政府に拒否されている（一橋文哉、2002年1月号）。
なお、この記事が掲載されて以後、警視庁の情報公開により犯人が「韓国で育った人間」ということは否定されている（『読売新聞 『2005年8月1日付報道より）。ただし、そのことも最近になって判明した（2005年時点の先の情報公開による）とのことで、これ以前における捜査協力拒否の真偽は定かになっていない。

### 週刊文春
被害者宅のポストにセンサーがあり、人が通ると防犯用ライトがつく。また、新聞配達員が31日早朝に新聞の朝刊を配達したときには玄関の電気は消えていた。一方で、被害者母親の実母が現場を訪れたときには電気がついていた（2001年1月25日号）。玄関の扉の鍵はMIWA製の特殊なもので、鍵穴がドア上部とノブに2つあり、1つの鍵で両方とも開けられる仕組みとなっている。ドアチェーンもある（2001年3月8日号）。
事件発生数か月前の2000年8月と10月の2度にわたり、「アオキノブオ」という名前で埼玉県の調査事務所に被害者一家の身辺調査の依頼があり、依頼主は調査事務所から被害者宅の住所、被害者夫妻の住民票（本籍なし）を受け取った。本籍の記載もある住民票の取得依頼もあったが、連絡が途絶えたため調査はされなかった（2002年1月24日号、1月31日号）。
父親の死因は心臓・大動脈損傷による失血死。長女は生前に硬膜下出血と外傷性クモ膜下出血を起こしていた可能性がある（2003年5月1日、1月8日号）。
2009年1月1日・8日新年特大号
以下の新事実とともに、初動捜査終了後の第一期捜査期間の混乱と現在も尾を引く影響、捜査指揮体系の問題、指紋捜査に執着する弊害、女性被害者に対する犯人の残忍な手口を取り上げている。
- 推定犯行時刻直後（30日23時半すぎ）、車を運転していた目撃者が被害者宅付近の路地から飛び出してきた若い男を目撃。それから1年後、偶然に成田空港でこの若い男に似た男とすれ違い、特別捜査本部に連絡したが真面目に取り合ってもらえなかった。
- 侵入口は中2階浴室窓とされるが、出入りしたはずの浴室の小窓から繊維痕がまったく検出されていない。また、靴の跡（足跡）も浴室からは発見されておらず、中2階踊り場からいきなり始まっている。さらに、現在は否定されているが、初期には侵入口候補の一つとみられていた玄関は、発覚時に駆けつけた警察や救急隊員によって、踏み荒らされてしまっていた。
- 現場に残された犯人の血液のDNAから、犯人は「ヨーロッパのアドリア海沿岸民族の母系遺伝子を持つ人物」であることが判明しているが、第一線の本部員や多くの捜査員らには知らされておらず、本部の一部にしか情報が行き届いていない。日本国外に犯人がいる場合、国内で行う捜査の意味がなくなってしまうので、「外国人犯行説には強い拒否感」があるためである。ICPOを通じ、日本国外の捜査機関に指紋照合などの捜査協力を求めているが事件の進展にはあまり期待は持てず、そのため、韓国人犯行説についても特別捜査本部の幹部らは強い関心を寄せていない。
- また、バッグから「アメリカの砂」と酷似した砂が発見されており、特別捜査本部の幹部が2007年から2008年にかけて数回極秘に渡米しているが、捜査が終了しているにもかかわらずこちらの結果も第一線の本部員らには通達されていないままである。
- 軍隊経験者や犯罪グループの犯行という線は現在は完全に否定されている。
- 長男や父親はすぐに殺害されているが、女性被害者である母親や長女はすぐには致命傷を与えず、包丁で顔面をえぐるなど何度も切り裂いている。その後、犯人は一度その場を離れ台所にあった別の包丁を手に取り、重傷を負いながらも娘の治療を行う母親を目にして再び2人に襲いかかり殺害した。

### 週刊ポスト
現場で発見されている砂やテニスシューズなどから犯人は韓国やアメリカと接点がある人物の可能性が高い。被害者夫婦が入会していた自己啓発セミナーのような組織の本部がアメリカにあり、日本と同じような支部が韓国にもある。その組織が事件に関係している可能性がある（2004年10月1日号）。

### FLASH
アメリカでFBIに強盗容疑で逮捕された韓国人の供述により、事件を指揮したアメリカ籍・アメリカ人の男が判明。男は別の強盗事件で5,000ドルの懸賞金が懸けられ、指名手配されている。また、男は事件の実行犯らが事件の翌日には日本を離れたと周囲に話しているが、この男ならその出国先も知っているはずである。日本警察にもこれらの情報はFBIから直接渡っている。被害者との接点について、男は事件前にアメリカに本社があるヘッドハンティング会社の東京支店に勤めており、被害者はその会社に転職希望者として登録をしていた。そこで、被害者宅の情報や経済状態などを知り、犯行に及んだのではないか（2006年8月1日号）。

### 週刊朝日
週刊朝日（2007年1月5日・12日合併号）によると、新事実として以下の事柄を挙げている。
- 近所の住人が犯行時刻前後の23時30分ごろに聞いた「ドスンドスン」という大きな音は、犯人が中2階踊り場にあった屋根裏部屋（ロフト）へのハシゴを上げた音。
- 犯人が被害者宅のパソコンで閲覧したのは1度目（午前1時18分ごろ）が劇団四季のサイトなどで、逃走直前の2度目（午前10時ごろ）が被害者主人の会社のサイトなど。
- 被害者宅のバンドエイド缶から犯人の指紋や血液が採取されたが、警視庁の指紋自動識別システムで1000万人以上のデータと指紋照合を行ったが該当者は出なかった。『産経新聞』の既報どおり、犯人の血液からDNAの人類学的解析で民族の鑑定は行われたが、現場に残されていた血液の状態がよくなかったため失敗に終わった。『産経新聞』は鑑定作業に昔関わっていた研究者からの仮説情報をそのまま科学的根拠があるかのように報じてしまった。
- 警察は事件発生時刻直後の30日23時35分から40分ごろに現場付近から走り去った男の情報に囚われるあまり、のちにパソコンの通信記録から翌朝逃走したことが判明した犯人の目撃情報などを十分に捜査できず、初動捜査で大きなミスをしてしまった。31日17時20分すぎに東武日光駅で、右手に深い怪我を負って駅の事務室で治療を受けていた30代の男についても、捜査員を派遣したのが1年後で有力な情報を得られず、現在も行方はわからないままである。
- 事件現場から1.5キロメートル離れた小田急線成城学園前駅近くで、事件前日の29日15時ごろ目撃された、犯人の服装とよく似た若い男は、実は事件直前の30日21時ごろにも被害者宅付近で目撃されている。

## インターネットの書き込み
- 匿名掲示板2ちゃんねるのペット大嫌い板（現・生き物苦手板）で、2000年12月27日の17時3分ごろ、当該事件の犯行予告ではないかと思わせるような書き込みがあった[109][110][111]。
- また、その他にも犯行前後の2000年12月26日および翌年1月4日において「主犯」と「実行犯」がネットで連絡していたのではないかと騒がれた書き込みもあった（それぞれ「J9」「H」と名乗っていた）[注 9]。

## 関連書籍
- 入江杏『ずっと つながってるよ―こぐまのミシュカのおはなし』 - 長女と長男の遊び友達だったぬいぐるみ「こぐまのミシュカ」を主人公にした作品。（ISBN 4-7743-1159-6）
- 入江杏『この悲しみの意味を知ることができるなら―世田谷事件・喪失と再生の物語』（ISBN 978-4393364949）
- 登道烈山『世田谷一家四人惨殺事件―二〇〇X年一月十八日真犯人遂に逮捕 真相・犯人逮捕へのカギはこれだ!!』（ISBN 978-4434070600）
- 斉藤寅『世田谷一家殺人事件―侵入者たちの告白』（ISBN 4-7942-1502-9） - 独自ルートの取材などにより、事件の真相を解き明かすとされる本。警視庁捜査1課の光真章課長は「内容がことごとく事実と異なっており、捜査に悪影響を及ぼす」などとする異例のコメントを発表した。
- 山元泰生『世田谷一家殺人事件の真実』（ISBN 978-4861671678）
- 竜崎晃『Kの推理 世田谷一家殺人事件 上智大生殺人放火事件』（ISBN 978-4286075938）
- 一橋文哉『世田谷一家殺人事件 15年目の新事実』（ISBN 978-4041032244）